# Liste der Baudenkmäler in Bad Staffelstein
Auf dieser Seite sind die Baudenkmäler in der oberfränkischen Stadt Bad Staffelstein zusammengestellt. Diese Tabelle ist eine Teilliste der Liste der Baudenkmäler in Bayern. Grundlage ist die Bayerische Denkmalliste, die auf Basis des Bayerischen Denkmalschutzgesetzes vom 1. Oktober 1973 erstmals erstellt wurde und seither durch das Bayerische Landesamt für Denkmalpflege geführt wird. Die folgenden Angaben ersetzen nicht die rechtsverbindliche Auskunft der Denkmalschutzbehörde.

## Ensembles

### Ensemble Altstadt Bad Staffelstein

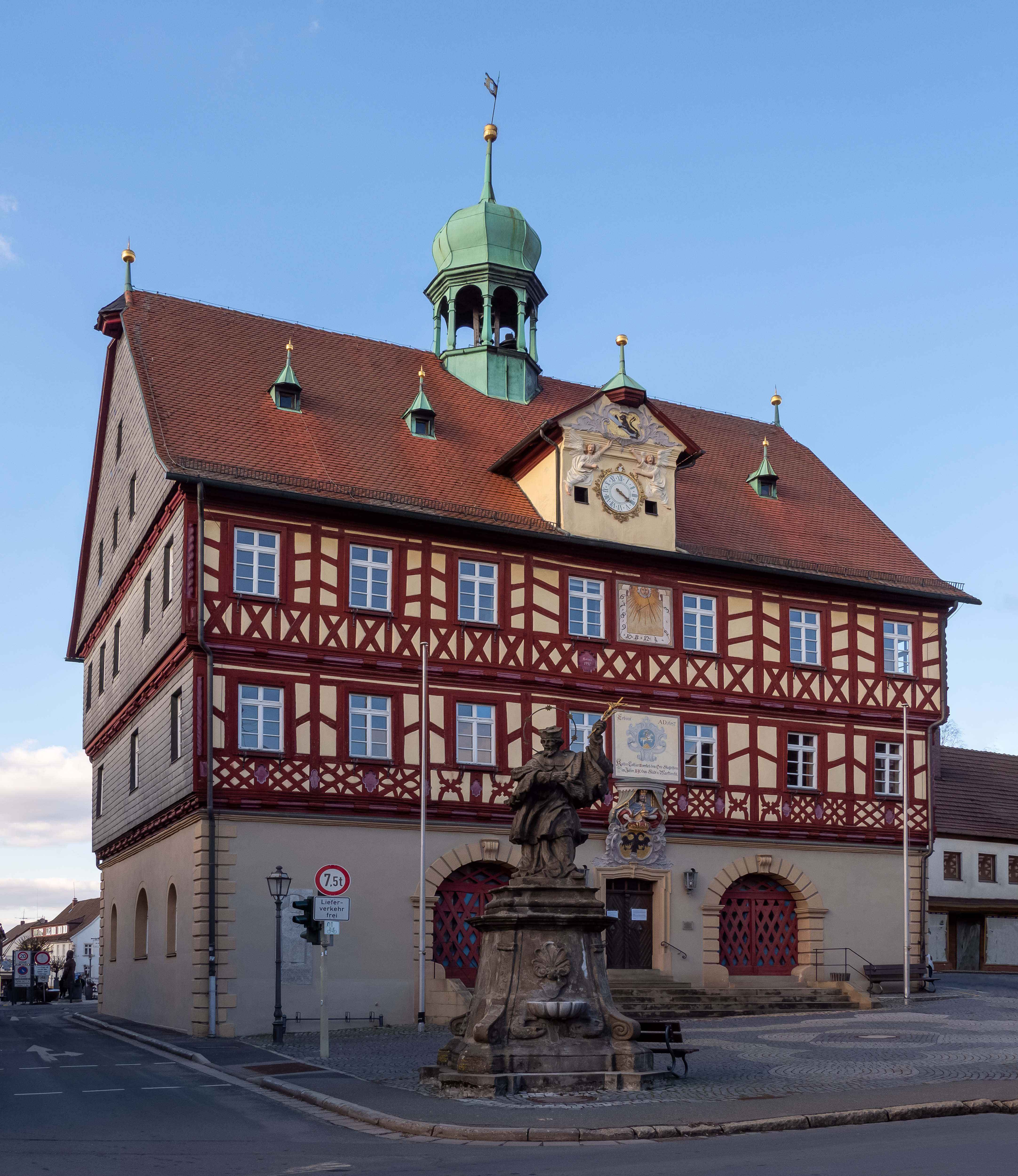
Südseite des Rathauses

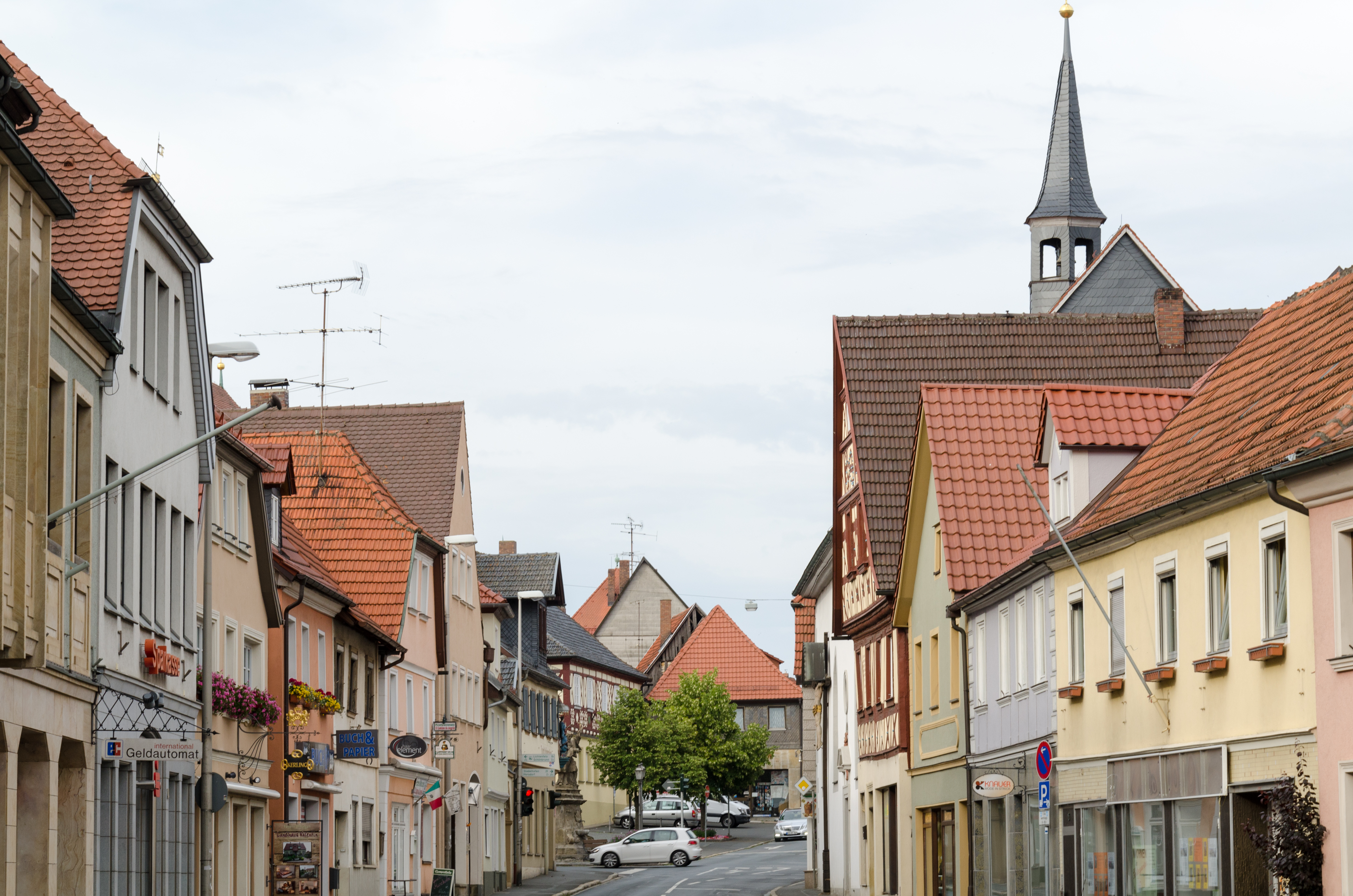
Bamberger Straße von Westen nach Osten

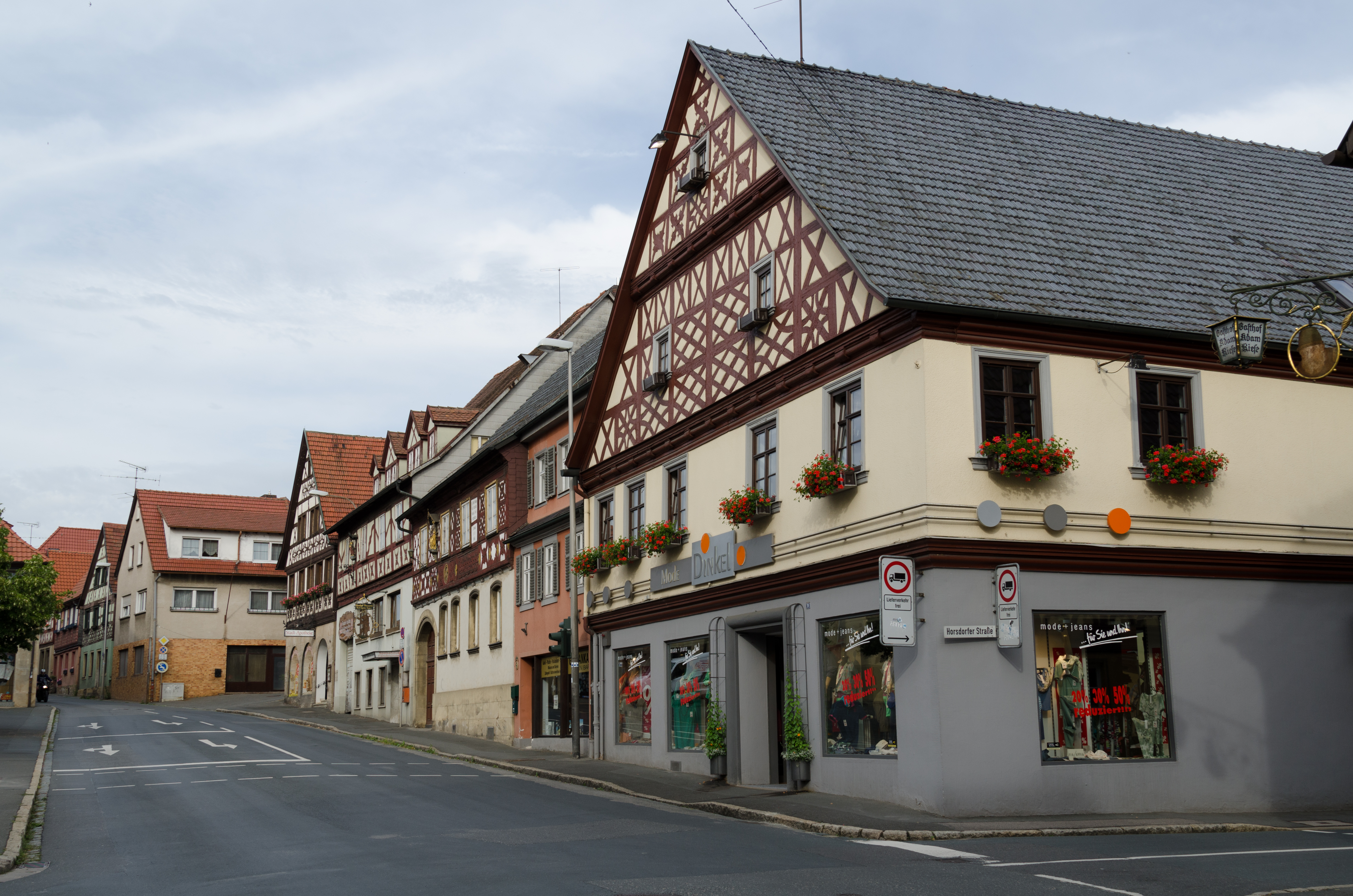
Südseite des Marktplatzes

Das Ensemble (Lage) umfasst die Altstadt von Bad Staffelstein innerhalb des Befestigungsrings aus dem 14. und 15. Jahrhundert. Nach den örtlichen archäologischen Fundstätten, die von Gräbern der Merowingerzeit bis zur Thüringer Kultur des 1. Jahrhunderts zurück reichen, stellt eine um 800 datierte Beschreibung des Gutsbezirks Banz die früheste Erwähnung des heutigen Siedlungsplatzes dar. Vor 1007 wurde die Stadtpfarrei St. Kilian gegründet, vor 1120/1124 gelangte der Fronhof des Ortes an das Domkapitel Bamberg, 1130 erhielt die Siedlung Marktrecht, wobei sich die Lage an einer Straßenverbindung von Bamberg nach Mitteldeutschland wohl begünstigend auswirkte. Mit der Erlangung der Mehrheit des Grundbesitzes und der vollen Gerichtsbarkeit im 14. und frühen 15. Jahrhundert förderte das Domkapitel den Ausbau zur Stadt und 1422 deren Befestigung. 1473 brannte die Stadt, darunter die Pfarrkirche und das Rathaus, nieder. Dass dem Hochstift Bamberg als Landesherrschaft und seinem örtlichen Amt, dem Kastenhof, in der Frühneuzeit die landesherrliche Gewalt über die Stadt weitgehend entzogen blieb, stellt eine lokale Sondersituation dar. Nach dem Übergreifen des Dreißigjährigen Krieges auf die Stadt, insbesondere im Jahr 1633, wurde 1684 nahezu der gesamte Ort, 340 Gebäude mit Ausnahme eines kleinen Areals um die Pfarrkirche, Raub der Flammen. Symbol des anschließenden Wiederaufbaus ist das Rathaus von 1686/87. Die Wirtschaftsstruktur der Handwerks-, Handels- und Beherbergungsbetriebe der Stadt war in der Folgezeit stark auf die nahen Klöster und Wallfahrtsorte Banz, Langheim und Vierzehnheiligen ausgerichtet. Nach der Eingliederung in das Königreich Bayern 1803 verlor der Ort seine Amtsfunktion. Der Anschluss an das Eisenbahnnetz 1846 ermöglichte neue wirtschaftliche Entwicklungen. Zwischen 1862 und 1972 war der Ort erneut Amtssitz. In der Gegenwart wird die Kleinstadt durch ihre Funktion als Kurort auf der Grundlage der 1975 erschlossenen Thermalsole bestimmt. Die Sole kann seit 1986 in einem Thermalbad genutzt werden, was 2001 zur Verleihung des Titels „Bad“ an die Stadt führte. Der annähernd ovale Stadtgrundriss wird im Westen durch zwei wohl mit der Errichtung der Stadtbefestigung kanalisierte Arme der Lauter, eines Nebenflusses des Mains, begrenzt, an den anderen Seiten durch zum Teil deutlich eingetiefte, künstliche Grabenzonen. Innerhalb des Berings nehmen die West-Ost-Verbindung Bamberger Straße-Marktplatz-Lichtenfelser Straße, die Nord-Süd-Relation Bahnhofstraße-Marktplatz-Horsdorfer Straße und der dem Schnittpunkt angelagerte Markt die wichtigste Stellung ein. Durch die außermittige Lage dieses Straßenkreuzes ist auch die Kirchgasse im Nordwesten als Hauptstraße zu bewerten. Alle anderen Gassen, ursprünglich zumeist Sackgassen, haben untergeordnete Funktionen. Bei der weitgehend regelmäßigen Grundriss-Konstellation fällt der separate, ungewöhnlich weit vom Marktplatz abgerückte Standort der Pfarrkirche St. Kilian auf. Von besonderer Bedeutung ist das geschlossene Erscheinungsbild der Bebauung, dass vom Wiederaufbau nach dem Stadtbrand von 1684 geprägt wird. Hierzu zählen meist zweigeschossige, oft giebelständige Vorderhäuser mit Zierfachwerk im Obergeschoss. Als stadträumlich wichtiger Schwerpunkt ist der bereits im 12. Jahrhundert als markant erwähnte Marktplatz mit dem annähernd mittig platzierten, dreigeschossigen Rathaus anzusehen. Weitere repräsentative profane Gebäude mit Solitärstellung sind das ehemalige Amt des Bamberger Domkapitels (heute Amt für Landwirtschaft) und das Stadtmuseum. Neben der Pfarrkirche sind die Sankt Anna-Kapelle, direkt an der Handelsstraße gelegen, und die Sankt Georg-Kapelle im Bereich des ehemaligen Kastenhofes zu nennen. Von der Stadtbefestigung ist neben Mauerresten und größeren Abschnitten des Grünrings der Bamberger Torturm, im Kern aus dem 16. Jahrhundert, erhalten geblieben. Insbesondere im nördlichen Abschnitt der Bahnhofstraße und in der Kirchgasse sind innerhalb des Ensembles vereinzelt Gebäude des 19. Jahrhunderts vorhanden bzw. Gebäude, deren äußeres Erscheinungsbild in diesem Zeitraum geprägt wurde. Durch ihre stadträumliche Stellung in Eck- und Torsituationen ist den Gebäuden Bahnhofstraße 47 und Kirchgasse 1 Bedeutung für das Ensemble zuzuschreiben. In der Silhouette der am Fuß des Staffelberges gelegenen Stadt weisen sich der Turm der Stadtpfarrkirche des 14./15. Jahrhunderts, das Rathaus und den Bamberger Torturm des 16./18. Jahrhunderts weithin sichtbar als Dominanten des Stadtbildes aus. Aktennummer: E-4-78-165-1.

### Ensemble Wallfahrtskirche Vierzehnheiligen

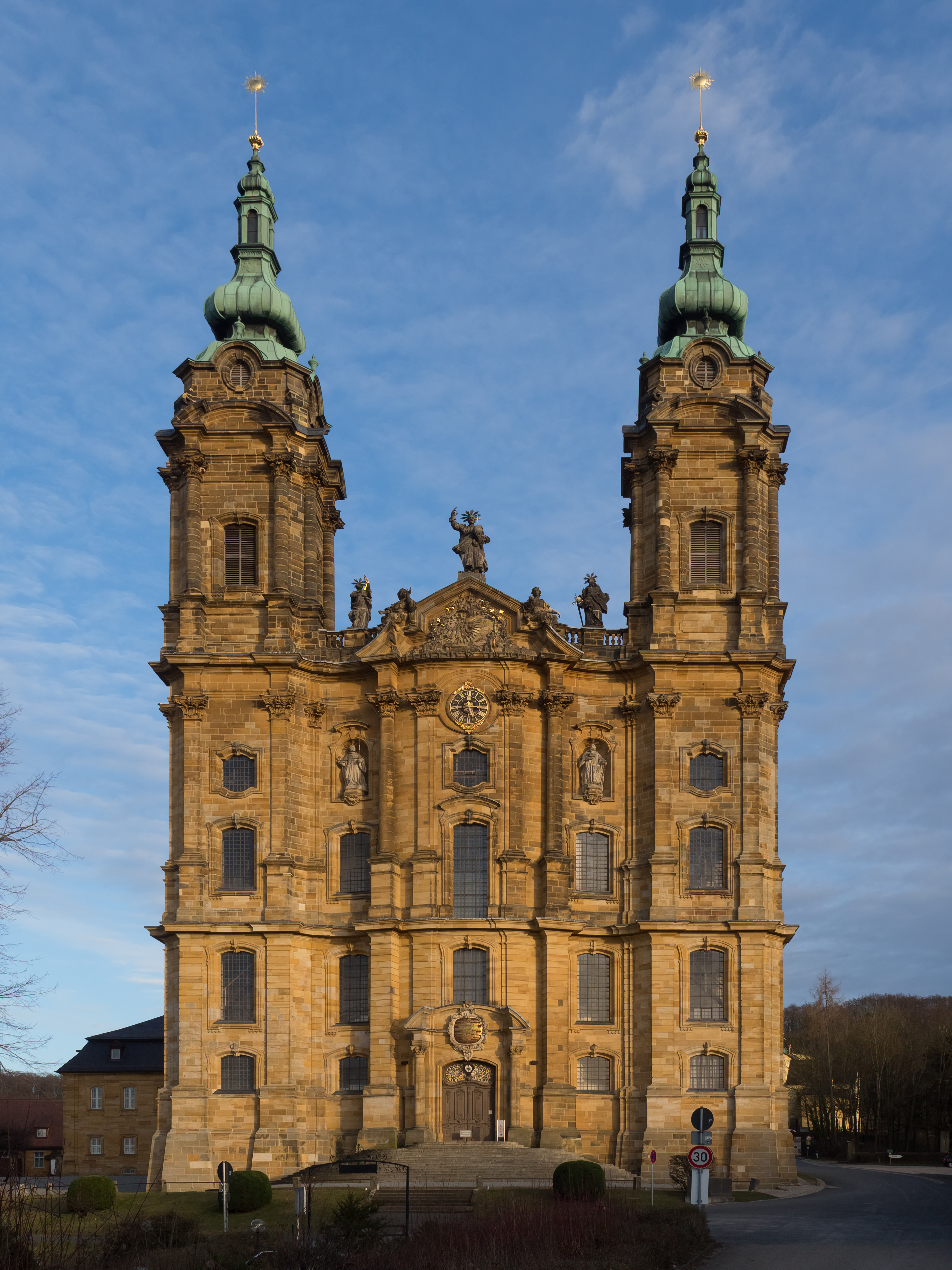
Doppelturmfassade der Basilika Vierzehnheiligen

Zum Ensemble (Lage) gehören die Basilika als Wallfahrtskirche und ihre unmittelbare Umgebung mit dem Propsteigebäude des Franziskanerklosters, zwei Gasthäusern, einer Brauerei, den ortsfesten, standardisierten Verkaufsständen für Devotionalien und dem für die Fernwirkung besonders relevanten, nördlich angrenzenden Hang mit dem Kreuzweg. Die Erwähnung des Standortes beginnt 1344 mit dem Erwerb des Hofes Frankenthal durch das Zisterzienserkloster Langheim von der Familie von Kunstadt. Der Ort, dem die Erscheinungen der 14 Nothelfer in den Jahren 1445/46 zugeschrieben wird, der spätere Standort der Basilika, liegt etwas Hang aufwärts südlich des Standortes vom Hof Frankenthal, vor dem eigentlichen Aufstieg zur Jurahochfläche. Hier wurde 1448 die erste Wallfahrtskirche geweiht, die Geschichte der Pilgerherberge Goldener Hirsch ist bis ins Jahr 1458 zurück zu verfolgen. Der Bau der Basilika begann 1743 und wurde mit der Weihe 1772 abgeschlossen. Nach der Aufhebung des Klosters Langheim 1803 und der Zerstörung der Turmhelme und Dächer der Vierzehnheiliger Basilika durch Brand 1835 übernahm der Franziskanerorden 1839 die Durchführung der Wallfahrten. Verschiedene Gebäude zur direkten Versorgung von Pilgern entstanden Ende des 19. und Anfang des 20. Jahrhunderts. In unmittelbarer Nachbarschaft des Ensembles übernahmen die Sankt-Franziskus-Schwestern 1913 den Hof Frankenthal und erweiterten ihn zum Antoniusheim. Ab 1968 entstand an dieser Stelle das Diözesanhaus. Unmittelbar westlich davon wurde ab 1928 der Neubau des Mutterhauses der Sankt-Franziskus-Schwestern errichtet und bis 1986 mehrfach erweitert. Zu diesem Orden gehört auch der Konradshof nördlich unterhalb der Wallfahrtskirche, der in der heutigen Form seit 2001 existiert. Im Zentrum des Ensemblegebietes steht die barocke Basilika. Ihre Türme und die gesamte Außenarchitektur strahlen weit in das Umland aus. Das Propsteigebäude des Franziskanerordens von 1746 ist unmittelbar räumlich und architektonisch auf die Basilika ausgerichtet. Der Ordensfriedhof, der von barocken Kreuzwegstationen flankiert wird, befindet sich in unmittelbarer Nähe. Westlich der Doppelturmfassade befinden sich etwas hangabwärts die Gasthäuser Goldener Hirsch, Goldener Stern und die Verkaufsstände. Besondere Bedeutung für die außerordentlich hohe landschaftsräumliche Wirkung der Basilika wie des Ensembles insgesamt haben die von Bebauung freien und nur gering mit Großgrün bepflanzten nördlichen Hangbereiche, während im Süden die Waldkante die Horizontlinie bildet. Aktennummer: E-4-78-165-2.

## Stadtbefestigung
Die Stadtbefestigung umfasst einen einfachen Bering mit der Stadtmauer aus Sandsteinquadern und einem Stadtgraben. Sie wurde im 15. und 16. Jahrhundert angelegt. Der Grabenbereich ist an der Ringstraße im Nordosten und im Osten sowie Am Stadtgraben im Süden erhalten. Von der Stadtmauer sind längere Abschnitte im Osten entlang der Ringstraße, im Süden entlang Am Stadtgraben und im Westen entlang Am Unteren Lauterdamm erhalten.
Die Mauertürme sind abgegangen. Von den Toren ist nur der Bamberger Torturm erhalten.

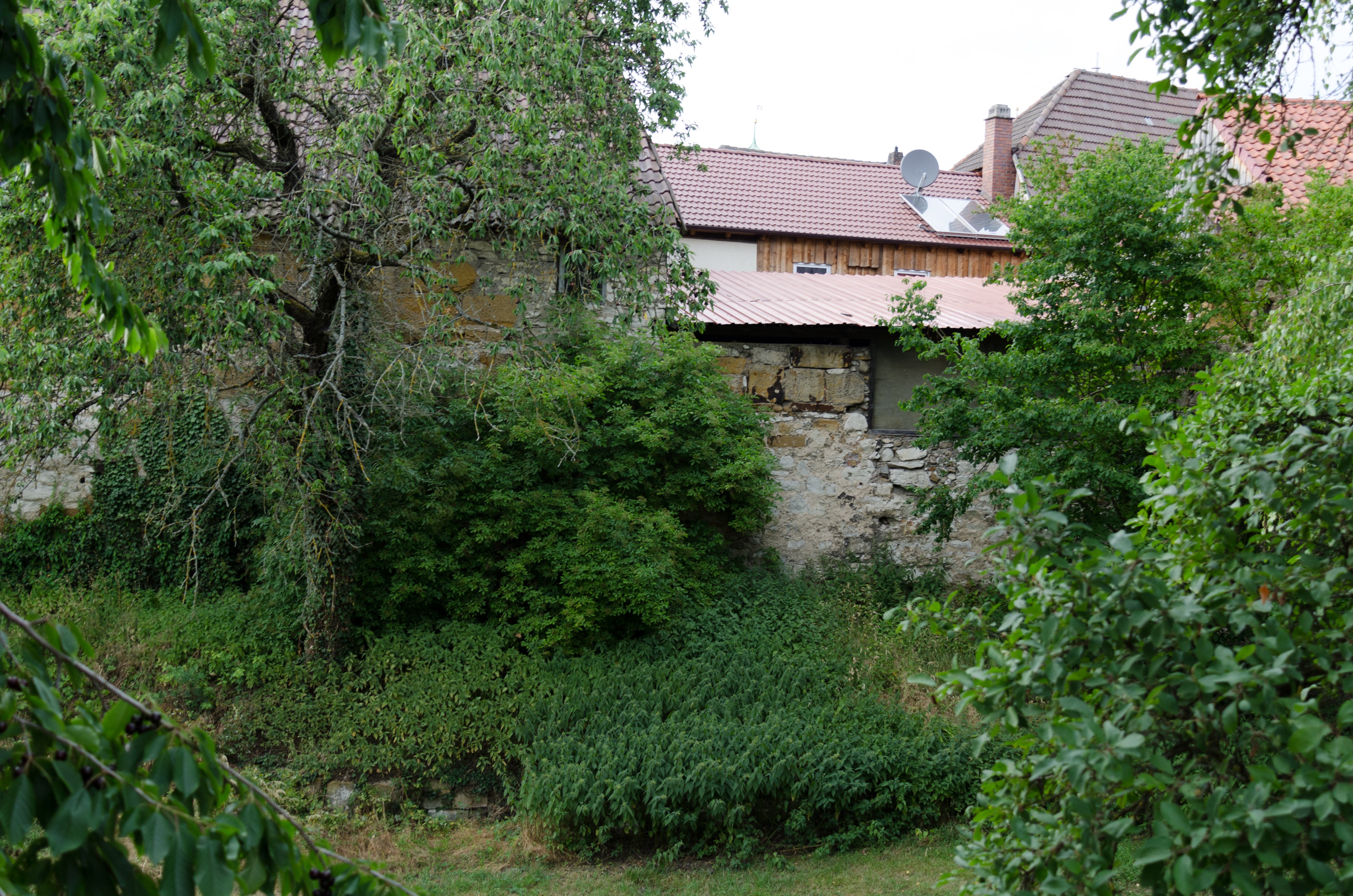
Stadtmauer und Graben Am Stadtgraben
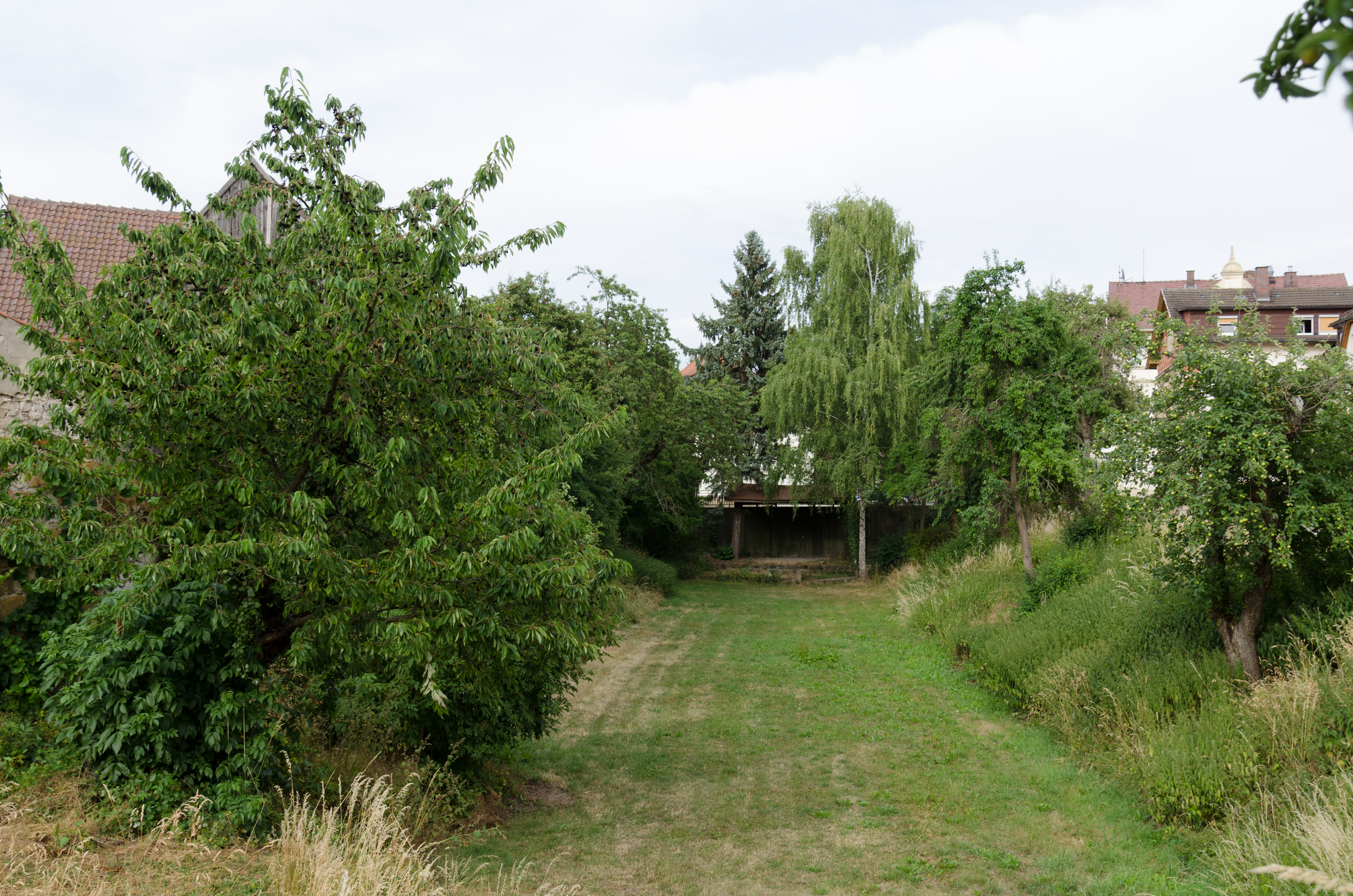
Graben Am Stadtgraben
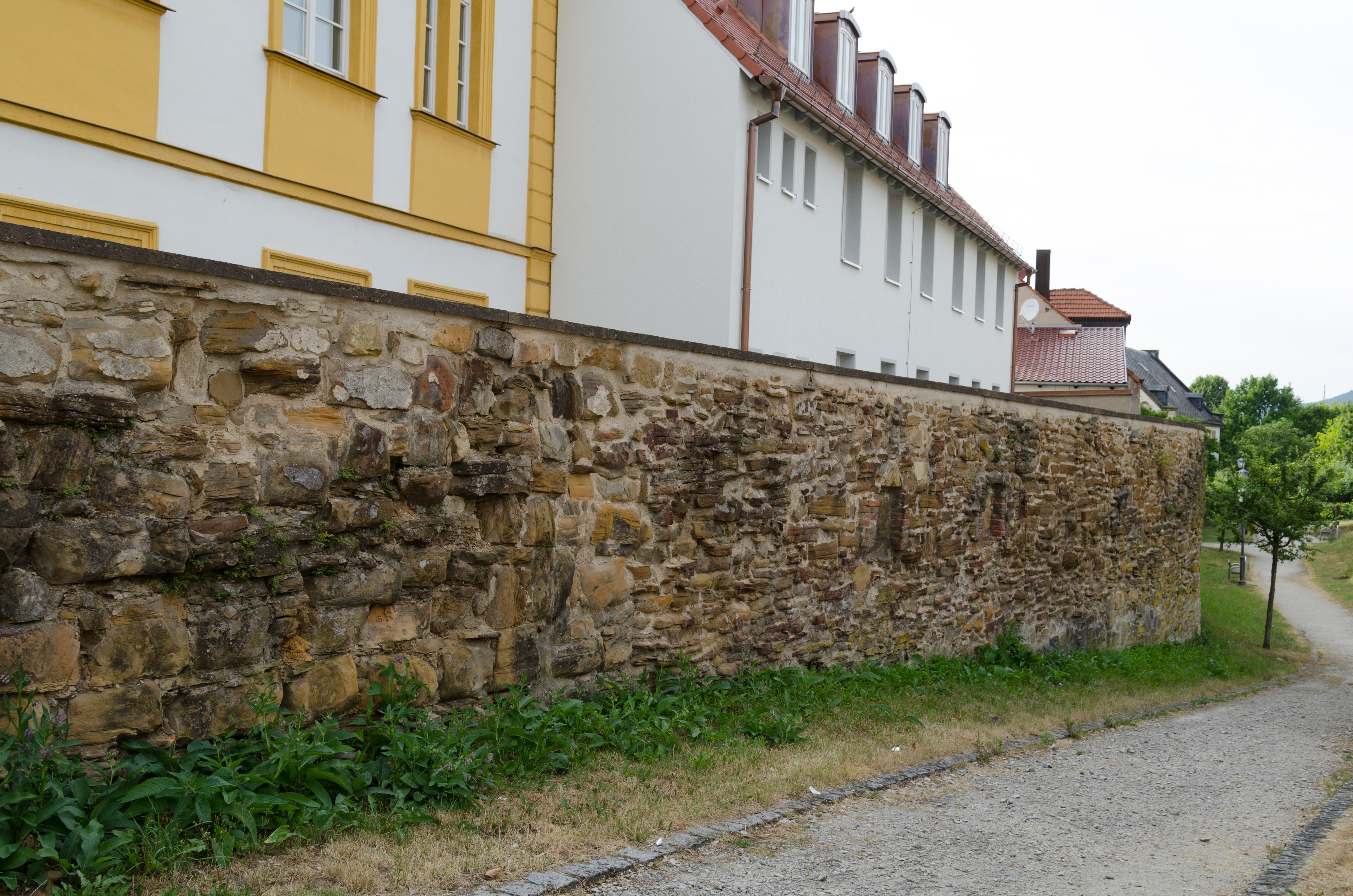
Stadtmauer im östlichen Teil der Ringstraße
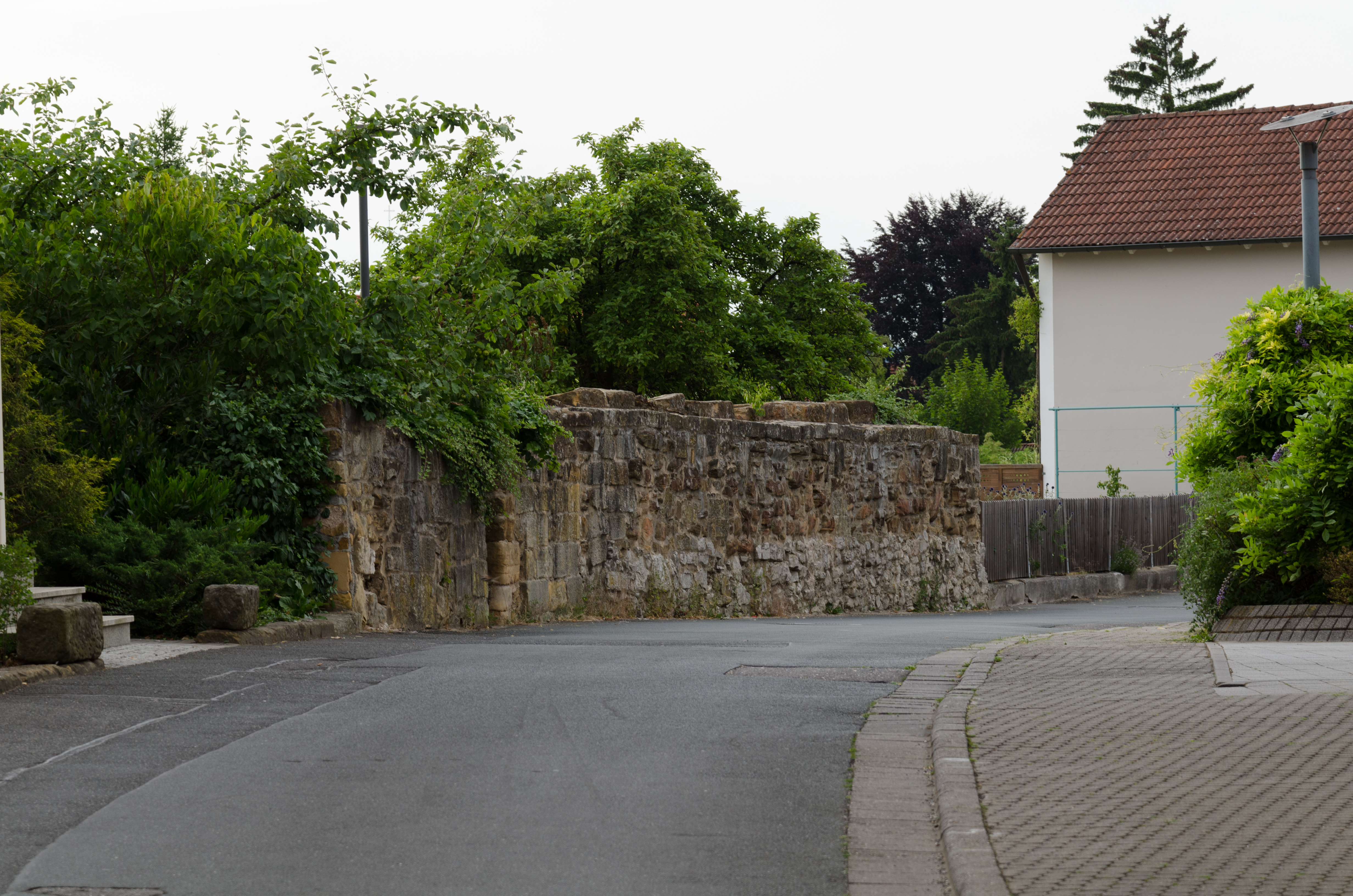
Stadtmauer östlich des Bamberger Torturms

| Lage                                                     | Objekt            | Beschreibung | Akten-Nr.              | Bild           |
| -------------------------------------------------------- | ----------------- | --- | ---------------------- | -------------- |
| Am Unteren Lauterdamm 10;Horsdorfer Straße 14 (Standort) | Stadtbefestigung  | Sandsteinquader, einfacher Bering, 15./16. Jh.; vgl. auch Bamberger Torturm, Bamberger Straße 25                                                              | D-4-78-165-325         | BW             |
| Bamberger Straße 25 (Standort)                           | Bamberger Torturm | Fünfgeschossiger Sandsteinquaderturm mit Mansard-Zeltdach, 16./18. Jahrhundert, Turmhelm des 18. Jahrhunderts, wohl nach Entwurf Johann Jakob Michael Küchels | D-4-78-165-46 Wikidata | weitere Bilder |

## Baudenkmäler nach Gemeindeteilen

### Bad Staffelstein
| Lage                                                                       | Objekt                                            | Beschreibung | Akten-Nr.               | Bild                        |
| -------------------------------------------------------------------------- | ------------------------------------------------- | --- | ----------------------- | --------------------------- |
| Alte Schießstätte 1 (Standort)                                             | Wohnhaus                                          | Zweigeschossiger Mansarddachbau, rückseitig an die Stadtmauer angelehnt, zweites Drittel 18. Jahrhundert | D-4-78-165-2 Wikidata   | weitere Bilder              |
| Am Kreuzberg, Alte Schießstätte (Standort)                                 | Kruzifix                                          | Sandstein, bezeichnet „1717“ | D-4-78-165-101 Wikidata | Kruzifix                    |
| Am Stadtgraben 3 (Standort)                                                | Fachwerkscheune                                   | Mit Halbwalmdach, um 1800 | D-4-78-165-326 Wikidata | weitere Bilder              |
| Am Stadtgraben 7 (Standort)                                                | Mansard-Halbwalmdachgebäude                       | Zweigeschossig, verputztes Fachwerkobergeschoss, zweite Hälfte 18. Jahrhundert, mit zweigeschossigem Satteldachanbau des 19. Jahrhunderts                                                                                              | D-4-78-165-3 Wikidata   | Mansard-Halbwalmdachgebäude |
| Nähe Am Unteren Lauterdamm (Standort)                                      | Bildstock                                         | Sandstein (ohne Säule), korinthisierendes Kapitell, vierseitiger Aufsatz, frühes 18. Jahrhundert | D-4-78-165-92 Wikidata  | Bildstock                   |
| Nähe An der Schwedenleite, an der Abzweigung Siechenstraße (Standort)      | Kreuzigungsgruppe                                 | Holz, 19. Jahrhundert, in Mauernische | D-4-78-165-51 Wikidata  | Kreuzigungsgruppe           |
| Angerstraße (Standort)                                                     | Heiliger-Johannes-Nepomuk-Skulptur                | Sandstein, erste Hälfte 18. Jahrhundert | D-4-78-165-374 Wikidata | weitere Bilder              |
| Angerstraße 3 (Standort)                                                   | Wohnhaus                                          | Zweigeschossiger Walmdachbau, Kern 18. Jahrhundert | D-4-78-165-5 Wikidata   | weitere Bilder              |
| Angerstraße 5 (Standort)                                                   | Wohnhaus                                          | Zweigeschossiger Satteldachbau, verputztes Fachwerkobergeschoss, spätes 17. Jahrhundert | D-4-78-165-6 Wikidata   | weitere Bilder              |
| Angerstraße 10 (Standort)                                                  | Wohnhaus                                          | Zweigeschossiges traufständiges Halbwalmdachhaus, verputztes Fachwerkobergeschoss, frühes 19. Jahrhundert | D-4-78-165-7 Wikidata   | weitere Bilder              |
| Angerstraße 12 (Standort)                                                  | Halbwalmdachhaus                                  | Zweigeschossig, traufständig, verputztes Fachwerkobergeschoss, spätes 17./frühes 18. Jahrhundert | D-4-78-165-8 Wikidata   | weitere Bilder              |
| Bahnhofstraße 1 (Standort)                                                 | Wohn- und Geschäftshaus                           | Zweigeschossiges Eckhaus, mit Satteldach, verputztes Fachwerkobergeschoss, 17./19. Jahrhundert, im Erdgeschoss moderner Ladeneinbau | D-4-78-165-12 Wikidata  | weitere Bilder              |
| Bahnhofstraße 5 (Standort)                                                 | Tonnengewölbter Keller                            | 16./17. Jahrhundert; nicht nachqualifiziert, im Bayerischen Denkmal-Atlas nicht kartiert | D-4-78-165-13 Wikidata  | BW                          |
| Bahnhofstraße 9 (Standort)                                                 | Gasthof Drei Kronen                               | Zweigeschossiges traufständiges Satteldachhaus, Fachwerkobergeschoss, spätes 17. Jahrhundert | D-4-78-165-14 Wikidata  | weitere Bilder              |
| Bahnhofstraße 11 (Standort)                                                | Wohn- und Geschäftshaus                           | Zweigeschossiges traufständiges Satteldachhaus, verputztes Fachwerkobergeschoss, 18. Jahrhundert | D-4-78-165-15 Wikidata  | weitere Bilder              |
| Bahnhofstraße 12 (Standort)                                                | Wohn- und Geschäftshaus                           | Zweigeschossiges Walmdachhaus mit zweigeschossigen traufständigen Satteldachanbau, Fachwerkobergeschoss, spätes 17. Jahrhundert, im Erdgeschoss moderner Ladeneinbau                                                                   | D-4-78-165-16 Wikidata  | weitere Bilder              |
| Bahnhofstraße 13 (Standort)                                                | Wohn- und Geschäftshaus                           | Zweigeschossiges abgewalmtes Giebelhaus, verputztes Fachwerk, zweite Hälfte 17. Jahrhundert | D-4-78-165-17 Wikidata  | weitere Bilder              |
| Bahnhofstraße 15 (Standort)                                                | Wohn- und Geschäftshaus                           | Zweigeschossiges Satteldachhaus, straßenseitig Halbwalm, verputztes Fachwerk, 18. Jahrhundert, im Erdgeschoss moderner Ladeneinbau | D-4-78-165-18 Wikidata  | weitere Bilder              |
| Bahnhofstraße 16 (Standort)                                                | Wohn- und Geschäftshaus                           | Zweigeschossiges Satteldachhaus, straßenseitig Walm, Fachwerk, im Erdgeschoss verputzt, spätes 17./frühes 18. Jahrhundert, im Erdgeschoss moderner Ladeneinbau                                                                         | D-4-78-165-19 Wikidata  | weitere Bilder              |
| Bahnhofstraße 19 (Standort)                                                | Wohnhaus                                          | Zweigeschossiges giebelständiges Satteldachhaus, verputztes Fachwerk, zweite Hälfte 18. Jahrhundert | D-4-78-165-20 Wikidata  | weitere Bilder              |
| Bahnhofstraße 22 (Standort)                                                | Marienapotheke                                    | Zweigeschossiges abgewalmtes Satteldachhaus, verputztes Fachwerkobergeschoss, 17./18. Jahrhundert, im Erdgeschoss moderner Ladeneinbau                                                                                                 | D-4-78-165-21 Wikidata  | weitere Bilder              |
| Bahnhofstraße 23 (Standort)                                                | Wohn- und Geschäftshaus                           | Zweigeschossiges traufständiges Satteldachhaus, im Süden Halbwalm, Fachwerkobergeschoss, spätes 17./frühes 18. Jahrhundert, im Erdgeschoss moderner Ladeneinbau                                                                        | D-4-78-165-22 Wikidata  | weitere Bilder              |
| Bahnhofstraße 26 (Standort)                                                | Wohnhaus                                          | Eingeschossiges Gebäude mit abgewalmtem Giebel, 18./19. Jahrhundert | D-4-78-165-24 Wikidata  | weitere Bilder              |
| Bahnhofstraße 27 (Standort)                                                | Wohn- und Geschäftshaus                           | Dreigeschossiges Walmdachgebäude, verputzte Fachwerkobergeschosse, 17./18. Jahrhundert, im Erdgeschoss moderner Ladeneinbau | D-4-78-165-23 Wikidata  | weitere Bilder              |
| Bahnhofstraße 27 (Standort)                                                | Rückgebäude                                       | Zweigeschossiger Halbwalmdachbau mit ehemaligem Laubengang, 18. Jahrhundert | D-4-78-165-23 Wikidata  | BW                          |
| Bahnhofstraße 28 (Standort)                                                | Wohn- und Geschäftshaus                           | Zweigeschossiger langseitig zur Straße stehender Walmdachbau, Fachwerkobergeschoss, 18./19. Jahrhundert | D-4-78-165-25 Wikidata  | weitere Bilder              |
| Bahnhofstraße 29 (Standort)                                                | Tonnengewölbter Keller                            | Aus Sandsteinquadern, 16./17. Jahrhundert; nicht nachqualifiziert, im Bayerischen Denkmal-Atlas nicht kartiert | D-4-78-165-26 Wikidata  | BW                          |
| Bahnhofstraße 37 (Standort)                                                | Wohnhaus                                          | Zweigeschossiges traufständiges Satteldachhaus des 18. Jahrhunderts mit Fachwerkanbau | D-4-78-165-27 Wikidata  | weitere Bilder              |
| Bahnhofstraße 45 (Standort)                                                | Wohnhaus                                          | Zweigeschossiges traufständiges Satteldachhaus, 17./18. Jahrhundert | D-4-78-165-30 Wikidata  | weitere Bilder              |
| Bahnhofstraße 62 (Standort)                                                | Villa Marie                                       | Zweigeschossiger Walmdachbau mit Ecktürmen und seitlich vorgelagertem Stiegenhaus, um 1900 | D-4-78-165-32 Wikidata  | weitere Bilder              |
| Bahnhofstraße 75 (Standort)                                                | Schrepfersmühle                                   | Zweigeschossiges Walmdachgebäude, verputztes Fachwerk, frühes 18. Jahrhundert, im Erdgeschoss moderner Ladeneinbau | D-4-78-165-33 Wikidata  | weitere Bilder              |
| Bahnhofstraße 101 (Standort)                                               | Bahnhofsgebäude                                   | Sandsteinquaderbau, zweigeschossiger Mitteltrakt mit Satteldach zwischen zwei eingeschossigen Flügelbauten mit Halbwalmen, 1845, nach Plänen der Gärtner-Schule (Friedrich Bürklein)                                                   | D-4-78-165-34 Wikidata  | weitere Bilder              |
| Bamberger Straße 1 (Standort)                                              | Gasthof Adam Riese                                | Zweigeschossiges Satteldachhaus, straßenseitig Halbwalm, Fachwerkobergeschoss, zweite Hälfte 17. Jahrhundert | D-4-78-165-35 Wikidata  | weitere Bilder              |
| Bamberger Straße 3 (Standort)                                              | Wohnhaus                                          | Zweigeschossiger, giebelständiger Satteldachbau, straßenseitig Halbwalm, verputztes Fachwerkobergeschoss, um 1685 | D-4-78-165-36 Wikidata  | weitere Bilder              |
| Bamberger Straße 5 (Standort)                                              | Wohn- und Geschäftshaus                           | Zweigeschossiges giebelständiges Satteldachhaus, straßenseitig Halbwalm, verputztes Fachwerkobergeschoss, spätes 17. Jahrhundert, im Erdgeschoss moderner Ladeneinbau                                                                  | D-4-78-165-37 Wikidata  | weitere Bilder              |
| Bamberger Straße 6 (Standort)                                              | Wohn- und Geschäftshaus                           | Zweigeschossiges Satteldachhaus, straßenseitig Halbwalm, verputztes Fachwerkobergeschoss, spätes 17./frühes 18. Jahrhundert, im Erdgeschoss moderner Ladeneinbau                                                                       | D-4-78-165-38 Wikidata  | weitere Bilder              |
| Bamberger Straße 7 (Standort)                                              | Katholische Kapelle St. Anna                      | Traufseitiger Satteldachbau mit Dachreiter, eingezogener Chor, Saalraum, 15.–17. Jahrhundert, mit Ausstattung | D-4-78-165-39 Wikidata  | weitere Bilder              |
| Bamberger Straße 8 (Standort)                                              | Wohn- und Geschäftshaus                           | Zweigeschossiges traufständiges Satteldachhaus, verputztes Fachwerkobergeschoss, spätes 17. Jahrhundert | D-4-78-165-40 Wikidata  | weitere Bilder              |
| Bamberger Straße 9 (Standort)                                              | Wohn- und Geschäftshaus                           | Zweigeschossiges giebelständiges Satteldachhaus, Fachwerk, bezeichnet „1684“, im Erdgeschoss moderner Ladeneinbau | D-4-78-165-41 Wikidata  | weitere Bilder              |
| Bamberger Straße 9a (Standort)                                             | Rückgebäude                                       | Zweigeschossig, Fachwerk, mit Satteldach, spätes 17. Jahrhundert | D-4-78-165-41 Wikidata  | BW                          |
| Bamberger Straße 10 (Standort)                                             | Wohn- und Geschäftshaus                           | Zweigeschossiges traufständiges Satteldachhaus, verputztes Fachwerkobergeschoss, spätes 17. Jahrhundert, im Erdgeschoss moderner Ladeneinbau                                                                                           | D-4-78-165-42 Wikidata  | weitere Bilder              |
| Bamberger Straße 12 (Standort)                                             | Wohn- und Geschäftshaus                           | Zweigeschossiges Satteldachhaus, straßenseitig Halbwalm, verputztes Fachwerkobergeschoss, spätes 18. Jahrhundert, im Erdgeschoss moderner Ladeneinbau                                                                                  | D-4-78-165-43 Wikidata  | weitere Bilder              |
| Bamberger Straße 13 (Standort)                                             | Wohn- und Geschäftshaus                           | Zweigeschossiges traufständiges Satteldachhaus, erste Hälfte 19. Jahrhundert, im Erdgeschoss moderner Ladeneinbau | D-4-78-165-44 Wikidata  | weitere Bilder              |
| Bamberger Straße 20 (Standort)                                             | Ehemaliges Spital                                 | Zweigeschossiges verputztes Halbwalmdachhaus, Fachwerk, letztes Viertel 17. Jahrhundert, zweigeschossiger Anbau mit Walmdach, 1751 | D-4-78-165-45 Wikidata  | weitere Bilder              |
| Bamberger Straße 33 (Standort)                                             | Gasthof Grüner Baum                               | Mehrfach veränderter Gebäudekomplex mit älterem zweigeschossigem Mansarddach-Mittelteil, verputztes Fachwerkobergeschoss, Mitte 18. Jahrhundert                                                                                        | D-4-78-165-48 Wikidata  | weitere Bilder              |
| Bamberger Straße 34 (Standort)                                             | Wohnhaus                                          | Zweigeschossiges Satteldachhaus mit Kniestock und Zwerchhaus, Fachwerkobergeschoss, spätes 19. Jahrhundert | D-4-78-165-49 Wikidata  | weitere Bilder              |
| Bamberger Straße 43 (Standort)                                             | Katholische Kapelle Heiliges Kreuz                | Putzbau mit Sandsteingliederungen, Satteldach mit Dachreiter, eingezogener Chor, rechteckiges Langhaus, 1677/78, mit Ausstattung | D-4-78-165-50 Wikidata  | weitere Bilder              |
| Bärengasse 3 (Standort)                                                    | Wohnhaus                                          | Zweigeschossiges traufständiges Satteldachhaus, 18. Jahrhundert | D-4-78-165-10 Wikidata  | weitere Bilder              |
| Bärengasse 4 (Standort)                                                    | Wohnhaus                                          | Zweigeschossiges Walmdachhaus, verputztes Fachwerkobergeschoss, polygonaler Erker, Mitte 18. Jahrhundert | D-4-78-165-327 Wikidata | weitere Bilder              |
| Bärengasse 6 (Standort)                                                    | Wohnhaus                                          | Zweigeschossiger Satteldachbau, verputztes Fachwerkobergeschoss, 17./18. Jahrhundert | D-4-78-165-11           | weitere Bilder              |
| Bischof-von-Dinkel-Straße 15 (Standort)                                    | Bildstock                                         | Sandstein, Säule mit ionisierendem Kapitell, vierseitiger Aufsatz mit Zeltdach, zweite Hälfte 17. Jahrhundert, am ehemaligen Pestfriedhof                                                                                              | D-4-78-165-94 Wikidata  | Bildstock                   |
| Georg-Herpich-Platz 2 (Standort)                                           | Evangelisch-lutherische Dreieinigkeitskirche      | Pyramiddachbau über dreieckigem Grundriss, an den Ecken Ausluchten, mit als Glockentürme hochgeführten Stirnseiten, 1957 von Karl Pfeiffer-Haardt, mit Ausstattung                                                                     | D-4-78-165-1 Wikidata   | weitere Bilder              |
| Georg-Herpich-Platz 3 (Standort)                                           | Pfarrhaus                                         | Zweigeschossiger Walmdachbau, 1960 | D-4-78-165-1 Wikidata   | Pfarrhaus                   |
| Horsdorfer Straße 4 (Standort)                                             | Wohnhaus                                          | Zweigeschossiges giebelständiges Halbwalmdachhaus, verputztes Fachwerkobergeschoss, Giebeltrapez Fachwerk, spätes 17. Jahrhundert | D-4-78-165-52 Wikidata  | weitere Bilder              |
| Horsdorfer Straße 6 (Standort)                                             | Wohnhaus                                          | Zweigeschossiges giebelständiges Satteldachhaus, verputztes Fachwerk, 18. Jahrhundert | D-4-78-165-53 Wikidata  | weitere Bilder              |
| Horsdorfer Straße 8 (Standort)                                             | Wohnhaus                                          | Zweigeschossiges giebelständiges Satteldachhaus, verputztes Fachwerk, 18. Jahrhundert | D-4-78-165-54           | weitere Bilder              |
| Horsdorfer Straße 36 (Standort)                                            | Eichenmühle                                       | Zweigeschossiger Putzbau mit Mansarddach, im oberen Teil um ein verschiefertes Halbgeschoss erhöht, verputztes Fachwerkobergeschoss, Mitte 18. Jahrhundert, um 1935 um eine Achse verlängert                                           | D-4-78-165-55 Wikidata  | weitere Bilder              |
| Horsdorfer Straße 52 (Standort)                                            | Hopfenmühle                                       | Zweigeschossiger Halbwalmdachbau, verputztes Fachwerkobergeschoss, spätes 17./frühes 18. Jahrhundert | D-4-78-165-56 Wikidata  | weitere Bilder              |
| Kastenhof 4 (Standort)                                                     | Katholische Kapelle St. Georg                     | Saalraum mit eingezogenem Chor, Putzbau mit Sandsteingliederungen, Walmdach mit Dachreiter, 1728–29 wohl von Johann König, mit Ausstattung                                                                                             | D-4-78-165-57 Wikidata  | weitere Bilder              |
| Kirchgasse (Standort)                                                      | Kriegerdenkmal                                    | Obelisk auf Sockel, 1871 | D-4-78-165-63 Wikidata  | weitere Bilder              |
| Kirchgasse (am Chor der Stadtpfarrkirche) (Standort)                       | Bildstock, sogenannte Brandsäule                  | Sandstein, gewundener weinumrankter Schaft mit ionischem Kapitell, als Aufsatz vollplastische Gruppe der Heiligen Dreifaltigkeit, bezeichnet „1694“                                                                                    | D-4-78-165-62 Wikidata  | weitere Bilder              |
| Kirchgasse 6 (Standort)                                                    | Pfarrhaus                                         | Zweigeschossiger Walmdachbau, Sandsteingliederungen, genutete Ecklisenen, 1712–13 von Johann König, daneben Mauer mit Hoftor, genutete Quaderrahmung                                                                                   | D-4-78-165-58 Wikidata  | weitere Bilder              |
| Kirchgasse 8, 10 (Standort)                                                | Kaplanei                                          | Zweigeschossiger Walmdachgebäude, fünf zu sechs Achsen, Sandsteingliederungen, Ecklisenen, 1764/65 von Johann Thomas Nißler | D-4-78-165-59 Wikidata  | weitere Bilder              |
| Kirchgasse 12 (Standort)                                                   | Katholische Stadtpfarrkirche St. Kilian und Georg | Basilikales Langhaus mit Kreuzrippengewölben, eingezogener Chor, Turm mit Spitzhelm und vier Scharwachtürmchen, Bau des 14./15. Jahrhunderts über Kern des 13. Jahrhunderts, Umbauten im 16., 18. und 19. Jahrhundert, mit Ausstattung | D-4-78-165-60 Wikidata  | weitere Bilder              |
| Kirchgasse 16 (Standort)                                                   | Ehemaliges Altes Schulhaus, heute Stadtmuseum     | Zweigeschossiges traufständiges Gebäude mit Satteldach, Sandsteingliederungen, Freitreppe, um 1870 | D-4-78-165-61 Wikidata  | weitere Bilder              |
| Lichtenfelser Straße 1 (Standort)                                          | Wohn- und Geschäftshaus                           | Zweigeschossiges Eckhaus mit abgewalmten Satteldach, verputztes und verschiefertes Fachwerkobergeschoss, 18./19. Jahrhundert, im Erdgeschoss moderner Ladeneinbau                                                                      | D-4-78-165-64 Wikidata  | weitere Bilder              |
| Lichtenfelser Straße 2 (Standort)                                          | Giebelhaus                                        | Zweigeschossiges giebelständiges Satteldachhaus, Zierfachwerk im Obergeschoss, 18. Jahrhundert | D-4-78-165-65 Wikidata  | weitere Bilder              |
| Lichtenfelser Straße 4 (Standort)                                          | Wohnhaus                                          | Zweigeschossiges traufständiges Satteldachhaus, Zierfachwerk im Obergeschoss, spätes 17./frühes 18. Jahrhundert | D-4-78-165-66 Wikidata  | weitere Bilder              |
| Lichtenfelser Straße 5 (Standort)                                          | Wohnhaus                                          | Zweigeschossiges traufständiges Satteldachhaus, verputztes Fachwerkobergeschoss, bezeichnet „1685“ | D-4-78-165-67 Wikidata  | weitere Bilder              |
| Lichtenfelser Straße 6 (Standort)                                          | Wohn- und Geschäftshaus                           | Zweigeschossiges giebelständiges Satteldachhaus, Fachwerkobergeschoss, erste Hälfte 18. Jahrhundert | D-4-78-165-68 Wikidata  | weitere Bilder              |
| Lichtenfelser Straße 7 (Standort)                                          | Wohnhaus                                          | Zweigeschossiges Satteldachhaus über hakenförmigem Grundriss in Ecklage, Fachwerkobergeschoss, bezeichnet 1828 | D-4-78-165-69 Wikidata  | weitere Bilder              |
| Lichtenfelser Straße 8 (Standort)                                          | Wohnhaus                                          | Zweigeschossiges giebelständiges Satteldachhaus, verputztes Fachwerk, 18. Jahrhundert | D-4-78-165-70           | weitere Bilder              |
| Lichtenfelser Straße 9 (Standort)                                          | Ehemaliges Amtshaus des Bamberger Domkapitels     | Zweigeschossiger Walmdachbau, Sandsteingliederungen, genutete Ecklisenen, Sandsteinportal, 1717–20 | D-4-78-165-71 Wikidata  | weitere Bilder              |
| Lichtenfelser Straße 10 (Standort)                                         | Wohnhaus                                          | Zweigeschossiges giebelständiges Satteldachhaus, straßenseitig Halbwalm, Fachwerkobergeschoss, spätes 17. Jahrhundert | D-4-78-165-72 Wikidata  | weitere Bilder              |
| Lichtenfelser Straße 13 (Standort)                                         | Wohnhaus                                          | Eingeschossiges traufständiges Satteldachhaus, Backsteinbau mit Sandsteingliederungen, 1892 | D-4-78-165-73 Wikidata  | weitere Bilder              |
| Lichtenfelser Straße 14 (Standort)                                         | Wohnhaus                                          | Zweigeschossiges giebelständiges Satteldachhaus, straßenseitig Halbwalm, verputztes Fachwerkobergeschoss, spätes 17./frühes 18. Jahrhundert                                                                                            | D-4-78-165-74 Wikidata  | weitere Bilder              |
| Lichtenfelser Straße 16 (Standort)                                         | Wohnhaus                                          | Zweigeschossiger Walmdachbau, 1846 | D-4-78-165-75 Wikidata  | weitere Bilder              |
| Lichtenfelser Straße 19 (Standort)                                         | Wohnhaus                                          | Zweigeschossiges traufständiges Satteldachhaus, verputztes Fachwerk, spätes 18. Jahrhundert | D-4-78-165-76           | weitere Bilder              |
| Lichtenfelser Straße 21 (Standort)                                         | Ehemaliges Landrichterhaus                        | Zweigeschossiges traufständiges Satteldachhaus, verputztes Fachwerkobergeschoss, spätes 17. Jahrhundert | D-4-78-165-78 Wikidata  | weitere Bilder              |
| Marktplatz (Standort)                                                      | Nepomuk-Brunnen                                   | Sandstein, um 1730, wohl von Johann Michael Fries | D-4-78-165-85 Wikidata  | weitere Bilder              |
| Marktplatz 1 (Standort)                                                    | Rathaus                                           | Dreigeschossiges Gebäude, vorkragende Zierfachwerkobergeschosse, steiles Satteldach, 1685/87, spätmittelalterliches Erdgeschoss; mit Ausstattung                                                                                       | D-4-78-165-79 Wikidata  | weitere Bilder              |
| Marktplatz 3 (Standort)                                                    | Ehemaliges Gasthaus Zum goldenen Stern            | Zweigeschossiges Walmdachgebäude über hakenförmigem Grundriss, Fachwerkobergeschoss, im Erdgeschoss Sandsteingliederungen, Sandsteinportal, bezeichnet „1684“                                                                          | D-4-78-165-80 Wikidata  | weitere Bilder              |
| Marktplatz 6 (Standort)                                                    | Stadtapotheke                                     | Zweigeschossiges giebelständiges Satteldachhaus, Fachwerkobergeschoss, 1684, 1960–61 Ladeneinbau im Erdgeschoss | D-4-78-165-81 Wikidata  | weitere Bilder              |
| Marktplatz 7 (Standort)                                                    | Gasthof und Brauerei Zum schwarzen Bären          | Zweigeschossiges traufständiges Satteldachhaus über hohem Kellergeschoss, Fachwerkobergeschoss, Hofdurchfahrt, bezeichnet „1687“ | D-4-78-165-82 Wikidata  | weitere Bilder              |
| Marktplatz 8 (Standort)                                                    | Wohnhaus                                          | Zweigeschossiges traufständiges Satteldachhaus, Fachwerkobergeschoss, Hofdurchfahrt, um 1684 | D-4-78-165-83 Wikidata  | weitere Bilder              |
| Marktplatz 10 (Standort)                                                   | Wohn- und Geschäftshaus                           | Zweigeschossiges giebelständiges Satteldachhaus in Ecklage, verputztes Fachwerkobergeschoss, Fachwerkgiebel, um 1684, moderner Ladeneinbau im Erdgeschoss                                                                              | D-4-78-165-84 Wikidata  | weitere Bilder              |
| Nähe Ringstraße, Kreuzung Ringstraße/Kirchgasse und Bauersgasse (Standort) | Bildstock, sogenannte Bombardiersäule             | Sandstein, gewundene weinumrankte Säule, vierseitiger Aufsatz, bezeichnet „1705“ | D-4-78-165-93 Wikidata  | weitere Bilder              |
| Staffelbergweg, am Fußweg zum Staffelberg (Standort)                       | Bildstock                                         | Sandstein, weinumrankte Säule mit zweiseitigem Aufsatz, um 1710 von Johann Georg Burckhart | D-4-78-165-95 Wikidata  | Bildstock                   |
| Untere Badegasse 11 (Standort)                                             | Wohnhaus                                          | Zweigeschossiges traufständiges Mansarddachhaus, teilweise verputztes Fachwerkobergeschoss, um 1685 | D-4-78-165-86 Wikidata  | weitere Bilder              |
| Untere Badegasse 13 (Standort)                                             | Wohnhaus                                          | Zweigeschossiger Walmdachbau, verputztes Fachwerkobergeschoss, 19. Jahrhundert | D-4-78-165-87 Wikidata  | weitere Bilder              |
| Untere Badegasse 16 (Standort)                                             | Wohnhaus                                          | Zweigeschossiges traufseitiges Walmdachhaus, verputztes Fachwerkobergeschoss, Hofdurchfahrt, frühes 19. Jahrhundert | D-4-78-165-89 Wikidata  | weitere Bilder              |
| Nähe Uselhof (Standort)                                                    | ehem. Zehntscheune                                | teilunterkellerter Fachwerkbau mit Satteldach, 1744 (Dendro.dat.), im Kern älter | D-4-78-165-432          | ehem. Zehntscheune          |
| Wolfsdorfer Weg, am Weg nach Vierzehnheiligen (Standort)                   | Bildstock                                         | Sandstein, Säule mit korinthisierendem Kapitell und vierseitigem Aufsatz, bezeichnet „1738“ | D-4-78-165-100 Wikidata | Bildstock                   |
| Wolfsdorfer Weg, am Weg nach Vierzehnheiligen (Standort)                   | Bildstock                                         | Sandstein, weinumrankte Säule mit korinthisierendem Kapitell, vierseitiger Aufsatz mit Pyramidendach, mittleres 17. Jahrhundert | D-4-78-165-97 Wikidata  | Bildstock                   |
| Von Staffelstein nach Wolfsdorf, am Weg nach Vierzehnheiligen (Standort)   | Bildstock                                         | Sandstein, Pfeiler, Aufsatz mit Satteldach und Rundbogennische, 16./frühes 17. Jahrhundert | D-4-78-165-98 Wikidata  | Bildstock                   |
| Von Staffelstein nach Wolfsdorf, am Weg nach Vierzehnheiligen (Standort)   | Kreuzschlepper                                    | Sandstein, bezeichnet 1746 | D-4-78-165-90 Wikidata  | Kreuzschlepper              |
| Von Staffelstein nach Unterzettlitz, Straße nach Unterzettlitz (Standort)  | Kreuzstein                                        | Sandstein, wohl mittelalterlich | D-4-78-165-387 Wikidata | Kreuzstein                  |
| Von Staffelstein nach Wolfsdorf, Weg nach Vierzehnheiligen (Standort)      | Kruzifix                                          | Sandstein, wohl 19. Jahrhundert | D-4-78-165-385 Wikidata | Kruzifix                    |
| Nähe Vierzehnheiligener Weg, Weg nach Vierzehnheiligen (Standort)          | Kruzifix                                          | Sandstein, am Sockel Schwarzglasplatte, bezeichnet „1912“ | D-4-78-165-384 Wikidata | Kruzifix                    |
| Wolfsdorfer Weg, Weg nach Vierzehnheiligen (Standort)                      | Kruzifix                                          | Sandstein, bezeichnet „1848“ | D-4-78-165-386 Wikidata | Kruzifix                    |

### Altenbanz
| Lage                                                                                         | Objekt                                   | Beschreibung | Akten-Nr.               | Bild                    |
| -------------------------------------------------------------------------------------------- | ---------------------------------------- | --- | ----------------------- | ----------------------- |
| im Banzer Wald (Standort)                                                                    | Sogenannter Abtsbrunnen                  | Gewölbtes Brunnenhäuschen, bezeichnet „1795“ (Chronogramm) | D-4-78-165-329 Wikidata | Sogenannter Abtsbrunnen |
| In Altenbanz (Standort)                                                                      | Ehemalige Zehntscheune                   | Verputzter Halbwalmdachbau, bezeichnet „1725“ | D-4-78-165-109 Wikidata | Ehemalige Zehntscheune  |
| Altenbanzer Melm, an der Straße nach Zilgendorf (Standort)                                   | Bildstock                                | Sandstein, Säule mit vierseitigem Aufsatz, 1710, oberer Teil der Säule erneuert | D-4-78-165-113 Wikidata | Bildstock               |
| Am Plan 1, Am Plan 3 (Standort)                                                              | Gasthof Müller                           | Zweigeschossiger Walmdachbau, verputztes Fachwerkobergeschoss, 18. Jahrhundert, im Garten Brunnen, Sandstein, runder gebauchter Brunnentrog, darauf drei Säulen, mittleres 18. Jahrhundert | D-4-78-165-108 Wikidata | Gasthof Müller          |
| Hirtenstraße 2, am Ortsausgang gegen Zilgendorf (Standort)                                   | Bildstock                                | Sandstein, Pfeiler, vierseitiger Aufsatz mit Flachnischen, bezeichnet „1630“ | D-4-78-165-112 Wikidata | Bildstock               |
| Bühl (Flurlage) (Standort)                                                                   | Bildhäuschen                             | Sandstein, rechteckiger Aufbau mit vergitterter Nische, bezeichnet „1756“ | D-4-78-165-110 Wikidata | Bildhäuschen            |
| In der Au 1 (Standort)                                                                       | Wohnhaus                                 | Eingeschossiges Halbwalmdachhaus, Fachwerk, massiver Kellerstall, mittleres 19. Jahrhundert                                                                                                | D-4-78-165-104 Wikidata | Wohnhaus                |
| In der Au 6 (Standort)                                                                       | Wohnstallhaus                            | Zweigeschossig, mit Walmdach, Fachwerkobergeschoss, spätes 18. Jahrhundert | D-4-78-165-103 Wikidata | Wohnstallhaus           |
| Laurentiusstraße 12 (Standort)                                                               | Katholische Pfarrkirche Sankt Laurentius | Satteldachbau mit eingezogenem Chor, Dachreiter, 17. bis frühes 19. Jahrhundert, mit Ausstattung                                                                                           | D-4-78-165-102 Wikidata | weitere Bilder          |
| Laurentiusstraße 12, vor der Kirche (Standort)                                               | Kreuzstein                               | Sandstein, mittelalterlich | D-4-78-165-380 Wikidata | Kreuzstein              |
| Laurentiusstraße 14 (Standort)                                                               | Ehemaliges Schulhaus                     | Zweigeschossiger Satteldachbau, Sandsteingliederungen, 1766–68 von Johann Thomas Nißler, 1806–07 umgestaltet                                                                               | D-4-78-165-107 Wikidata | Ehemaliges Schulhaus    |
| Laurentiusstraße 15 (Standort)                                                               | Pfarrhaus                                | Zweigeschossiges Walmdachhaus, Sandsteingliederungen, bezeichnet „1837“ | D-4-78-165-106 Wikidata | weitere Bilder          |
| Von Altenbanz nach Rossach, Rossacher Weg, Rossacher Straße, vor der Zehntscheune (Standort) | Bildstock                                | Sandstein, Pfeiler mit vierseitigem Aufsatz mit Flachnischen, frühes 19. Jahrhundert | D-4-78-165-111 Wikidata | Bildstock               |

### End
| Lage | Objekt          | Beschreibung                                                                                              | Akten-Nr.               | Bild            |
| --- | --------------- | --- | ----------------------- | --------------- |
| Am Döritzbach 2 (Standort)                                                                                         | Ehemalige Mühle | Zweigeschossiges Satteldachgebäude mit Fachwerkobergeschoss, 17./18. Jahrhundert                          | D-4-78-165-122 Wikidata | Ehemalige Mühle |
| Am Weinhügel 1 (Standort)                                                                                          | Ehemalige Mühle | Zweigeschossiges Halbwalmdachhaus mit Fachwerkobergeschoss, 19. Jahrhundert                               | D-4-78-165-119 Wikidata | Ehemalige Mühle |
| End 13 (Standort)                                                                                                  | Wohnhaus        | Zweigeschossiges traufständiges Satteldachhaus mit Fachwerkgiebeln, an den Giebeln Laubsägedekor, um 1900 | D-4-78-165-121 Wikidata | Wohnhaus        |
| End 14 (Standort)                                                                                                  | Wohnhaus        | Zweigeschossiges Halbwalmdachhaus mit Fachwerkobergeschoss, 19. Jahrhundert                               | D-4-78-165-120 Wikidata | Wohnhaus        |
| End 20 (Standort)                                                                                                  | Wohnstallhaus   | Zweigeschossig, mit Walmdach, Fachwerkobergeschoss, bezeichnet „1845“                                     | D-4-78-165-123 Wikidata | Wohnstallhaus   |
| Reuthweg 2 (Standort)                                                                                              | Bildstock       | Sandsteinsäule mit vierseitigem Aufsatz, frühes 18. Jahrhundert                                           | D-4-78-165-124 Wikidata | Bildstock       |
| Reuthweg, in der Verlängerung des Reuthwegs an einer Wegkreuzung, nördlich der Straße nach Kümmersreuth (Standort) | Bildstock       | Sandstein, Säule mit ionischem Kapitell, vierseitiger Aufsatz, um 1700                                    | D-4-78-165-333 Wikidata | Bildstock       |

### Forsthaus Banz
| Lage                                                     | Objekt       | Beschreibung | Akten-Nr.               | Bild         |
| -------------------------------------------------------- | ------------ | --- | ----------------------- | ------------ |
| Stahlbrunnen, unter Ahornbäumen beim Forstamt (Standort) | Stahlbrunnen | Quellfassung, Sandsteinquader, mit Inschriftentafel, bezeichnet „1814“, angelegt von Herzog Wilhelm in Bayern, Sandsteinbänke vor der Brunnenstube, vor 1889 | D-4-78-165-348 Wikidata | Stahlbrunnen |

### Frauendorf
| Lage                                         | Objekt                                           | Beschreibung | Akten-Nr.               | Bild                                             |
| -------------------------------------------- | ------------------------------------------------ | --- | ----------------------- | ------------------------------------------------ |
| Frauendorf 6 (Standort)                      | Wohnstallhaus                                    | Zweigeschossig, mit Satteldach, Halbwalm an der Straßenseite, Fachwerkobergeschoss, Heimatstil, 1922/23                                                                                        | D-4-78-165-127 Wikidata | Wohnstallhaus                                    |
| Frauendorf 6 (Standort)                      | Stallgebäude                                     | Zweigeschossig mit Satteldach, Fachwerkobergeschoss, bezeichnet „1799“ | D-4-78-165-127 Wikidata | Stallgebäude                                     |
| Frauendorf 11 (Standort)                     | Gasthaus                                         | Zweigeschossiges Satteldachhaus mit Fachwerkobergeschoss, bezeichnet „1693“ Scheune mit Satteldach, Fachwerk, 18. Jahrhundert                                                                  | D-4-78-165-128 Wikidata | Gasthaus                                         |
| Frauendorf 11 (Standort)                     | Scheune                                          | Mit Satteldach, Fachwerk, 18. Jahrhundert | D-4-78-165-128 Wikidata | Scheune                                          |
| Frauendorf 14 (Standort)                     | Wüstenmühle, Wohnstallgebäude                    | Zweigeschossig mit Satteldach und Halbwalm im Norden, verschiefertes Obergeschoss, erste Hälfte 18. Jahrhundert                                                                                | D-4-78-165-129 Wikidata | Wüstenmühle, Wohnstallgebäude                    |
| Frauendorf 14 (Standort)                     | Wüstenmühle, Scheune                             | | D-4-78-165-129 Wikidata | Wüstenmühle, Scheune                             |
| Frauendorf 17 (Standort)                     | Ehemaliges Wohnstallhaus, jetzt Gemeindehaus     | Eingeschossig mit Satteldach und Fachwerkgiebel, 17./18. Jahrhundert | D-4-78-165-130 Wikidata | Ehemaliges Wohnstallhaus, jetzt Gemeindehaus     |
| Frauendorf 18 (Standort)                     | Wohnstallhaus                                    | Eingeschossig, mit Satteldach und Fachwerkgiebel, erste Hälfte 18. Jahrhundert | D-4-78-165-131 Wikidata | Wohnstallhaus                                    |
| Frauendorf 19 (Standort)                     | Wohnstallhaus                                    | Zweigeschossig mit Satteldach, Fachwerkobergeschoss, spätes 17. Jahrhundert | D-4-78-165-132 Wikidata | Wohnstallhaus                                    |
| Frauendorf 21 (Standort)                     | Ehemalige Mühle                                  | Zweigeschossiges Fachwerkhaus mit Walmdach, 18./19. Jahrhundert | D-4-78-165-134 Wikidata | Ehemalige Mühle                                  |
| Frauendorf 23 (Standort)                     | Katholische Pfarrkirche Sankt Aegidius           | Sandsteinquaderbau mit Einturmfassade und eingezogenem Chor, 1758/60 nach Plänen von Johann Thomas Nißler, mit Ausstattung                                                                     | D-4-78-165-126 Wikidata | weitere Bilder                                   |
| Frauendorf 32 (Standort)                     | Bildhäuschen                                     | Sandstein, rechteckiger Sockel, Aufsatz mit tiefer Nische, bezeichnet „1852“ | D-4-78-165-375 Wikidata | Bildhäuschen                                     |
| Katzenstein, Flurlage Hühnerleite (Standort) | Kreuzschlepper                                   | Sandstein, 1767 | D-4-78-165-135 Wikidata | Kreuzschlepper                                   |
| Schaufel (Standort)                          | Baracke des ehemaligen Reichsarbeitsdienstlagers | Eingeschossiges giebelständiges Gebäude mit flachem Satteldach und hohem Kniestock, Raum zum straßenseitigen Giebel in Kalksteinquadern gemauert, ansonsten Fachwerk mit Holzverkleidung, 1935 | D-4-78-165-365 Wikidata | Baracke des ehemaligen Reichsarbeitsdienstlagers |

### Gößmitz
| Lage                  | Objekt        | Beschreibung                                                                                               | Akten-Nr.               | Bild          |
| --------------------- | ------------- | --- | ----------------------- | ------------- |
| Gößmitz 1 (Standort)  | Wohnstallhaus | Zweigeschossig, mit Halbwalmdach, Fachwerkobergeschoss, mittleres 19. Jahrhundert                          | D-4-78-165-136 Wikidata | Wohnstallhaus |
| Gößmitz 23 (Standort) | Gemeindehaus  | Zweigeschossiges Walmdachhaus mit Dachreiter, verkleidetes Fachwerkobergeschoss, mittleres 19. Jahrhundert | D-4-78-165-137 Wikidata | Gemeindehaus  |

### Grundfeld
| Lage                                                                                                   | Objekt                | Beschreibung                                                                                                   | Akten-Nr.               | Bild                  |
| --- | --------------------- | --- | ----------------------- | --------------------- |
| Dorfstraße 10 (Standort)                                                                               | Gemeindehaus          | Zweigeschossiges Fachwerkgebäude mit Walmdach, drei zu vier Achsen, achtseitiger Dachreiter, bezeichnet „1752“ | D-4-78-165-138 Wikidata | Gemeindehaus          |
| Dorfstraße 18, an der Abzweigung der Straße nach Vierzehnheiligen (Standort)                           | Kruzifix              | Sandstein, am Sockel Schwarzglasplatte mit Inschrift, bezeichnet „1896“                                        | D-4-78-165-398 Wikidata | Kruzifix              |
| Heiligenwiesen, am von der Straße nach Vierzehnheiligen abzweigenden Feldweg (Standort)                | Bildstock             | Sandstein, Säule mit ionischem Kapitell, vierseitiger Aufsatz                                                  | D-4-78-165-397 Wikidata | Bildstock             |
| Schönthalstraße 2, neben Gemeindehaus (Standort)                                                       | Dorflinde             | Mit Sandsteinquader-Umfriedung bzw. Steinbank, erste Hälfte 19. Jahrhundert                                    | D-4-78-165-139 Wikidata | Dorflinde             |
| Vierzehnheiligener Straße, Straße nach Vierzehnheiligen, an der Abzweigung Dorfstraße (Standort)       | Bildstock             | Sandstein, Säule mit ionischem Kapitell, vierseitiger Aufsatz, spätes 17. Jahrhundert                          | D-4-78-165-140 Wikidata | Bildstock             |
| Nähe Vierzehnheiligener Straße, Straße nach Vierzehnheiligen, an der Abzweigung Am Feldlein (Standort) | Rest eines Bildstocks | Sandstein, geschweifter Vierkantsockel, vierseitiger Aufsatz, drittes Viertel 18. Jahrhundert                  | D-4-78-165-141 Wikidata | Rest eines Bildstocks |
| Nähe Vierzehnheiligener Straße, Straße nach Vierzehnheiligen, an der Abzweigung Am Feldlein (Standort) | Rest eines Bildstocks | Rest eines Bildstocks aus Sandstein, im Sockel Reliefs                                                         | D-4-78-165-395 Wikidata | Rest eines Bildstocks |
| Nähe Vierzehnheiligener Straße, Straße nach Vierzehnheiligen, an der Abzweigung Am Feldlein (Standort) | Bildstock             | Aus gelbem Sandstein, Säule mit ionischem Kapitell, darauf vierseitiger Aufsatz, Bild- und Farbreste erkennbar | D-4-78-165-396 Wikidata | Bildstock             |

### Hausen
| Lage                | Objekt                            | Beschreibung                                                                             | Akten-Nr.               | Bild                              |
| ------------------- | --------------------------------- | ---------------------------------------------------------------------------------------- | ----------------------- | --------------------------------- |
| Hausen 8 (Standort) | Ehemalige Mühle des Klosters Banz | Zweigeschossiger Sandsteinquaderbau mit Walmdach, genutete Ecklisenen, bezeichnet „1745“ | D-4-78-165-142 Wikidata | Ehemalige Mühle des Klosters Banz |

### Herrgottsmühle
| Lage                                                 | Objekt                             | Beschreibung                                                    | Akten-Nr.              | Bild           |
| ---------------------------------------------------- | ---------------------------------- | --------------------------------------------------------------- | ---------------------- | -------------- |
| Nähe Badumstraße, nahe der Herrgottsmühle (Standort) | Wegkapelle, sogenannte Hainkapelle | Sandsteinquaderbau mit Zeltdach, wohl mittleres 18. Jahrhundert | D-4-78-165-91 Wikidata | weitere Bilder |

### Horsdorf
| Lage | Objekt                  | Beschreibung | Akten-Nr.               | Bild           |
| --- | ----------------------- | --- | ----------------------- | -------------- |
| Am Baumfeld, am nördlichen Ortsrand (Standort)                                                                | Wegkapelle              | Quadratischer Putzbau mit Zeltdach, bezeichnet „1738“, mit Ausstattung                                               | D-4-78-165-154 Wikidata | Wegkapelle     |
| Am Schulhaus 1 (Standort)                                                                                     | Gemeinde- und Schulhaus | Zweigeschossiges Walmdachhaus mit Dachreiter, Fachwerkobergeschoss, 1739–40 von Andreas Weiß                         | D-4-78-165-143 Wikidata | weitere Bilder |
| Am Schulhaus 1a, Am Schulhaus 20, Mühlbach, Zur Fuchsenmühle 1, neben der Lauterbrücke am Peuntweg (Standort) | Bildstock               | Sandstein, weinumrankte Säule mit ionischem Kapitell und vierseitigem Aufsatz, bezeichnet „1689“                     | D-4-78-165-156 Wikidata | Bildstock      |
| Am Schulhaus 6 (Standort)                                                                                     | Wohnstallhaus           | Zweigeschossig, mit Halbwalmdach, Fachwerkobergeschoss, im Erdgeschoss Ecklisenen, spätes 18./frühes 19. Jahrhundert | D-4-78-165-148 Wikidata | Wohnstallhaus  |
| Am Schulhaus 8 (Standort)                                                                                     | Wohnstallhaus           | Zweigeschossig, mit Walmdach, Fachwerkobergeschoss, erste Hälfte 18. Jahrhundert                                     | D-4-78-165-147 Wikidata | Wohnstallhaus  |
| Am Schulhaus 10 (Standort)                                                                                    | Wohnstallhaus           | Zweigeschossig, mit Halbwalmdach, Fachwerkobergeschoss, bezeichnet „1688“                                            | D-4-78-165-146 Wikidata | weitere Bilder |
| Am Schulhaus 14 (Standort)                                                                                    | Wohnstallhaus           | Zweigeschossig, mit Satteldach, Fachwerk, spätes 18. Jahrhundert                                                     | D-4-78-165-145 Wikidata | weitere Bilder |
| Am Schulhaus 18 (Standort)                                                                                    | Wohnhaus                | Zweigeschossig, mit Halbwalmdach, Fachwerkobergeschoss, 18. Jahrhundert                                              | D-4-78-165-144 Wikidata | Wohnhaus       |
| Horsdorf 25 (Standort)                                                                                        | Wohnstallhaus           | Zweigeschossig, mit Satteldach, Zierfachwerk, frühes 18. Jahrhundert                                                 | D-4-78-165-150 Wikidata | weitere Bilder |
| Horsdorf 29 (Standort)                                                                                        | Wohnstallhaus           | Zweigeschossig, mit Satteldach, Fachwerk, Giebel verschiefert, frühes 18. Jahrhundert                                | D-4-78-165-151 Wikidata | Wohnstallhaus  |
| Horsdorf 33 (Standort)                                                                                        | Wohnstallhaus           | Zweigeschossig, mit Halbwalmdach, Fachwerkobergeschoss, um 1680                                                      | D-4-78-165-152 Wikidata | weitere Bilder |
| Horsdorf 35 (Standort)                                                                                        | Wohnstallhaus           | Zweigeschossig, mit Satteldach, Fachwerkobergeschoss, frühes 18. Jahrhundert                                         | D-4-78-165-153 Wikidata | weitere Bilder |
| Horsdorf 35 (Standort)                                                                                        | Bildstock               | Sandstein, Säule mit korinthischem Kapitell und vierseitigem Aufsatz, bezeichnet „1717“                              | D-4-78-165-153 Wikidata | weitere Bilder |
| In Horsdorf, am Nebengebäude von Horsdorf 11 (Standort)                                                       | Holzkruzifix            | Mit Korpus des 18. Jahrhunderts                                                                                      | D-4-78-165-149 Wikidata | Holzkruzifix   |
| In Horsdorf, in der Peuntstraße (Standort)                                                                    | Bildstock               | Sandstein, gewundene weinumrankte Säule mit ionischem Kapitell und vierseitigem Aufsatz, bezeichnet „1713“           | D-4-78-165-377 Wikidata | Bildstock      |
| Lauteräcker, an der Straße nach Staffelstein (Standort)                                                       | Bildstock               | Sandstein, gewundene Säule mit ionischem Kapitell und vierseitigem Aufsatz, bezeichnet „1686“                        | D-4-78-165-158 Wikidata | Bildstock      |
| Peunt, am Peuntweg, vor dem Ort (Standort)                                                                    | Bildstock               | Sandstein, weinumrankte Säule mit ionischem Kapitell und vierseitigem Aufsatz, um 1690/1700                          | D-4-78-165-159 Wikidata | Bildstock      |
| Zur Fuchsenmühle 4 (Standort)                                                                                 | Untere Mühle            | Zweigeschossiger Satteldachbau, Fachwerkobergeschoss, um 1900, Erdgeschoss bezeichnet „1828“                         | D-4-78-165-334 Wikidata | weitere Bilder |
| Zur Fuchsenmühle 4 (Standort)                                                                                 | Untere Mühle            | Fachwerkscheune mit abgewalmten Satteldach, 17. Jahrhundert                                                          | D-4-78-165-334 Wikidata | Untere Mühle   |
| Zur Fuchsenmühle 5, gegenüber der Unteren Mühle (Standort)                                                    | Bildstock               | Sandstein, Säule mit korinthisierendem Kapitell und vierseitigem Aufsatz, bezeichnet „1713“                          | D-4-78-165-155 Wikidata | Bildstock      |
| Wiesnergasse, vor Nr. 2 (Standort)                                                                            | Bildstock               | Sandstein, gewundene Säule mit vierseitigem Aufsatz, bezeichnet „1679“                                               | D-4-78-165-157 Wikidata | Bildstock      |

### Kaider
| Lage                                                           | Objekt                          | Beschreibung                                                                                              | Akten-Nr.               | Bild                            |
| -------------------------------------------------------------- | ------------------------------- | --- | ----------------------- | ------------------------------- |
| An der Marienkapelle 21, Nähe Waldweg (Standort)               | Katholische Kapelle Sankt Maria | Sandsteinquaderbau mit Dachreiter, um 1860/80, mit Ausstattung                                            | D-4-78-165-161 Wikidata | Katholische Kapelle Sankt Maria |
| Nähe An der Marienkapelle, gegenüber Haus Nummer 21 (Standort) | Bildstock                       | Sandsteinsäule mit vierseitigem Aufsatz, bezeichnet „1726“ von Johann Georg Burckhart                     | D-4-78-165-164 Wikidata | Bildstock                       |
| Kaider 15 (Standort)                                           | Wohnstallhaus                   | Zweigeschossig, mit Satteldach, teilweise verkleidetes Fachwerkobergeschoss, erste Hälfte 18. Jahrhundert | D-4-78-165-163 Wikidata | Wohnstallhaus                   |
| Kaider 24 (Standort)                                           | Wohnstallhaus                   | Zweigeschossig, mit Satteldach, Fachwerkobergeschoss, 19. Jahrhundert                                     | D-4-78-165-162 Wikidata | Wohnstallhaus                   |
| Wüstenkaider, am Weinhügel nahe Wüstenkaider (Standort)        | Bildstock                       | Sandsteinsockel mit schmiedeeisernem Kruzifix, um 1700                                                    | D-4-78-165-361 Wikidata | Bildstock                       |

### Kloster Banz
| Lage                                                                              | Objekt                                                  | Beschreibung | Akten-Nr.               | Bild                                   |
| --------------------------------------------------------------------------------- | ------------------------------------------------------- | --- | ----------------------- | -------------------------------------- |
| Hausner Seite, am Weg zum Friedhof (Standort)                                     | Bildstock                                               | Sandstein, Säule mit korinthischem Kapitell, Aufsatz mit Reliefnischen, Mitte 18. Jahrhundert | D-4-78-165-117 Wikidata | Bildstock                              |
| Kloster Banz, Nähe Kloster Banz (Standort)                                        | Kloster Banz, ehemalige Benediktinerabtei               | Klosterkirche Sankt Peter und Dionysius, jetzt katholische Pfarrkirche, gewölbte Wandpfeilerkirche mit eingezogenem Chor und Doppelturmfassade, Chor durch Höhenunterschied und starke Einziehung isoliert von zentralisierender ein Gesamtoval umschreibender von querovalen Grundrisselementen durchsetzter Anlage des Langhauses, 1710–38 nach Plänen von Johann Dientzenhofer, mit Ausstattung Abteibau, langgestreckter zweigeschossiger Sandsteinquaderbau mit Walmdach, Zwerchgiebel als Mittelrisalit, 1698–1704 nach Plänen von Johann Leonhard Dientzenhofer, mit Ausstattung Bischofsbau, zweigeschossiger Sandsteinquaderbau mit Satteldach, 1717–1724 nach Plänen von Johann Dientzenhofer, mit Ausstattung Refektoriumsbau, zweigeschossiger Sandsteinquaderbau mit Satteldach, 1704/05 nach Plänen von Johann Leonhard Dientzenhofer, mit Ausstattung Sakristeibau, wohl um 1715 nach Plänen von Johann Dientzenhofer, mit Ausstattung Bibliotheksbau, zweigeschossiger Sandsteinquaderbau mit Satteldach, 1706 von Johann Leonhard Dientzenhofer als Konventsbau errichtet, 1735 zum Bibliotheksbau umgestaltet Konventbau, dreigeschossiger Sandsteinquaderbau mit gegen Osten abgewalmtem Satteldach, 1731/32 nach Plänen Johann Dientzenhofers, drittes Obergeschoss auf Rat von Balthasar Neumann aufgestockt Hofumbauung, bestehend aus Torbau, Gasthausbau, Sammlungsbau, Domestikenbau und Consulentenbau, 1750–1772 nach Plänen von Johann Thomas Nißler unter Verwendung einer Planung von Balthasar Neumann Gärtnereigebäude mit Orangerie, zweigeschossiger Sandsteinquaderbau mit Mezzanin, Walmdach, nach 1817 Ehemaliges Spital, zweiflügeliger dreigeschossiger Sandsteinquaderbau mit Walmdach, zwischen 1752 und 1782 Klosterstallungen, zweiflügeliger eingeschossiger Sandsteinquaderbau mit Walmdach, 1782/85 nach Plänen von Johann Baptist Roppelt Herzogliches Stallgebäude und Kutschenhalle, zweiflügeliger eingeschossiger Sandsteinquaderbau mit abgewalmtem Satteldach, 1817 Terrasse, 1716 nach Plänen von Johann Dientzenhofer auf hoher Substruktion Wirtschaftshof mit Treppen- und Rampenanlage, zweihüftige Freitreppe und ebenfalls zweihüftige Rampenanlage, 1772/75 von Sebastian Weber errichtet, Sandsteindekor wohl von Pankraz Fries Sandsteinbrunnen mit vierpassförmigen Becken, erste Hälfte 19. Jahrhundert Zisterne im sogenannten Zisternenhof, kleiner quadratischer Bau mit verschiefertem Zeltdach, 18. Jahrhundert | D-4-78-165-115 Wikidata | weitere Bilder                         |
| Nähe Kloster Banz, nördlich des Klosters (Standort)                               | Ehemaliger Ökonomiegarten des Klosters                  | Terrassen mit Stützmauern, runde Brunneneinfassung (dazugehörige Brunnenschale, heute vor Klostergaststätte), Reste einer Treppenanlage, zweite Hälfte 18. Jahrhundert | D-4-78-165-330 Wikidata | Ehemaliger Ökonomiegarten des Klosters |
| Nähe Kloster Banz, nördlich des Klosters (Standort)                               | Lindenallee vom Kloster zum ehemaligen Mönchsspielplatz | Zweite Hälfte 18. Jahrhundert | D-4-78-165-331 Wikidata | weitere Bilder                         |
| Kugelplatz, etwa 1 km nördlich des Klosters (Standort)                            | Ehemaliger Mönchsspielplatz                             | Mit Sitzen und Tischen aus Sandstein, davon ausgehend sogenannter theatralischer Aushieb für gerahmten Blick auf das Kloster, 1775 von Johann Baptist Roppelt | D-4-78-165-332 Wikidata | Ehemaliger Mönchsspielplatz            |
| Kugelplatz, an der Straße nach Lichtenfels, neben der Theodori-Kapelle (Standort) | Bildstock                                               | Sandstein, gewundene weinumrankte Säule, korinthisierendes Kapitell, vierseitiger Aufsatz, bezeichnet „1722“ | D-4-78-165-394 Wikidata | Bildstock                              |
| Kugelplatz, an der Straße nach Lichtenfels (Standort)                             | Theodori-Kapelle                                        | Sandsteinquaderbau mit Satteldach, um 1860/70 | D-4-78-165-116 Wikidata | Theodori-Kapelle                       |
| Nähe Kloster Banz (Standort)                                                      | Heiligenhäuschen                                        | Nische mit geschweiftem Giebel und Eisengitter auf Postament, Sandstein, 18. Jh.; am Hang ca. 100 m südlich von Kloster Banz | D-4-78-165-433          | Heiligenhäuschen                       |

### Krögelhof
| Lage                                                                                            | Objekt                              | Beschreibung | Akten-Nr.               | Bild           |
| ----------------------------------------------------------------------------------------------- | ----------------------------------- | --- | ----------------------- | -------------- |
| Krögelhof (Standort)                                                                            | Katholische Kapelle Heilige Familie | Satteldachbau mit offenem Giebeltürmchen, Saalbau mit eingezogenem Chor, 1899, mit Ausstattung                           | D-4-78-165-165 Wikidata | weitere Bilder |
| Krögelhof 8 (Standort)                                                                          | Wohnstallhaus                       | Zweigeschossig, mit Walmdach, Fachwerkobergeschoss, teilweise Verschieferung mit Bemalung, 18. Jahrhundert               | D-4-78-165-166 Wikidata | Wohnstallhaus  |
| In Krögelhof, an der Straße nach Frauendorf, ca. 50 m vom Ortsrand (Standort)                   | Bildstock                           | Sandstein, Säule mit korinthisierendem Kapitell und vierseitigem Aufsatz, bezeichnet „1703“ von Johannes Georg Burckhart | D-4-78-165-168 Wikidata | Bildstock      |
| Von Krögelhof nach Schwabthal, an der Straße nach Frauendorf, ca. 200 m vom Ortsrand (Standort) | Bildstock                           | Sandstein, Säule mit korinthisierendem Kapitell und vierseitigem Aufsatz, bezeichnet „1703“                              | D-4-78-165-169 Wikidata | Bildstock      |

### Kümmersreuth
| Lage                       | Objekt                                           | Beschreibung | Akten-Nr.               | Bild           |
| -------------------------- | ------------------------------------------------ | --- | ----------------------- | -------------- |
| In Kümmersreuth (Standort) | Katholische Filialkirche Maria Rosenkranzkönigin | Längsrechteckiger Saalbau aus Handquadermauerwerk, im Westen integriert eingezogener Chor, Satteldach im Westen abgewalmt, Giebelreiter mit Zwiebelhaube, 1949 von Wilhelm Zimmer | D-4-78-165-413 Wikidata | weitere Bilder |

### Loffeld
| Lage                                                                               | Objekt | Beschreibung                                                                                      | Akten-Nr.               | Bild |
| ---------------------------------------------------------------------------------- | --- | ------------------------------------------------------------------------------------------------- | ----------------------- | --- |
| An der Lauter 6 (Standort)                                                         | Wohnstallhaus | Eingeschossig, mit Satteldach, Fachwerkgiebel, mittleres 18. Jahrhundert                          | D-4-78-165-172 Wikidata | weitere Bilder |
| An der Lauter, Dornigweg, Mühlteich, Oberer Weg, gegenüber Dornigweg 6 (Standort)  | Bildstock | Sandstein, Säule mit vierseitigem Aufsatz, bezeichnet „1709“                                      | D-4-78-165-351 Wikidata | Bildstock |
| Mühlteich 1 (Standort)                                                             | Gemeindehaus | Zweigeschossiges Walmdachgebäude mit Dachreiter, im Obergeschoss Zierfachwerk, 1751/52            | D-4-78-165-170 Wikidata | weitere Bilder |
| Löwental, in der Flurlage Morgenbühl und am Südabhang des Lerchenberges (Standort) | Grenzsteine des ehemaligen Bamberger Domkapitelamt Staffelstein und des ehemaligen Bamberger Hochstiftsamt Lichtenfels | Sandstein, 16. Jahrhundert; nicht nachqualifiziert, im Bayerischen Denkmal-Atlas nicht kartiert   | D-4-78-165-175 Wikidata | Grenzsteine des ehemaligen Bamberger Domkapitelamt Staffelstein und des ehemaligen Bamberger Hochstiftsamt Lichtenfels |
| In Loffeld (Standort)                                                              | Katholische Filialkirche Sankt Maria                                                                                   | Hausteinbau mit Dachreiter, Freitreppe mit Podest, 1936 nach Plänen von Volnhals, mit Ausstattung | D-4-78-165-173 Wikidata | weitere Bilder |
| In Loffeld, gegenüber An der Lauter 7 (Standort)                                   | Bildstock | Sandstein, gewundene weinumrankte Säule mit ionischem Kapitell, vierseitiger Aufsatz, um 1700     | D-4-78-165-171 Wikidata | Bildstock |
| Reutweg, an der Auffahrt zur Staatsstraße (Standort)                               | Bildstock | Sandstein, Säule mit ionischem Kapitell, vierseitiger Aufsatz mit Reliefs, wohl 18. Jahrhundert   | D-4-78-165-430          | Bildstock |

### Nedensdorf
| Lage                                    | Objekt                  | Beschreibung | Akten-Nr.               | Bild                    |
| --------------------------------------- | ----------------------- | --- | ----------------------- | ----------------------- |
| Am Mahlberg 6, Nedensdorf 24 (Standort) | Sogenanntes Banzer Haus | Eingeschossiger Fachwerkbau mit steilem Halbwalmdach, im Kern wohl nach 15. Jahrhundert                                                                         | D-4-78-165-336 Wikidata | Sogenanntes Banzer Haus |
| Hirtenberg, vor Nr. 1 (Standort)        | Bildstock               | Sandstein, Säule mit ionischem Kapitell, Statue des heiligen Johannes Baptist, 18. Jahrhundert                                                                  | D-4-78-165-179 Wikidata | Bildstock               |
| Am Mahlberg (Standort)                  | Kruzifix                | Kreuz Sandstein, Korpus Gussstein, bezeichnet „1905“ | D-4-78-165-366 Wikidata | Kruzifix                |
| Obere Dorfstraße 17 (Standort)          | Wohnstallhaus           | Zweigeschossig, mit Satteldach, Fachwerk, Laubsägedekor am Giebel, Hausmadonna mit Glasschrein, zweite Hälfte 18. Jahrhundert                                   | D-4-78-165-176 Wikidata | BW                      |
| Nähe Neuhof (Standort)                  | Feldkapelle             | Eingeschossiger, massiver und verputzter Satteldachbau mit gefasten Stichbogenrahmen und Werksteindekor, Sandstein, von A. Hemmerlein, 1883/84; mit Ausstattung | D-4-78-165-436          | weitere Bilder          |
| Nedensdorf 16 (Standort)                | Bildstock               | Sandstein, Säule mit vierseitigem Aufsatz, bezeichnet „1687“ | D-4-78-165-178 Wikidata | Bildstock               |

### Oberau
| Lage                                                    | Objekt     | Beschreibung | Akten-Nr.               | Bild       |
| ------------------------------------------------------- | ---------- | --- | ----------------------- | ---------- |
| Oberau 1 (Standort)                                     | Wohnhaus   | Zweigeschossiges Walmdachgebäude, verputztes Fachwerkobergeschoss, 17. Jahrhundert über spätmittelalterlichem Kern, Balkonanbau von 1910                                     | D-4-78-165-180 Wikidata | Wohnhaus   |
| Oberau 2 (Standort)                                     | Wohnhaus   | Zweigeschossiger Walmdachbau, Fachwerkobergeschoss des späten 17. Jahrhunderts, im mittleren 19. Jahrhundert verputzt, Erdgeschoss aus Sandsteinquadern 1849 massiv erneuert | D-4-78-165-181 Wikidata | Wohnhaus   |
| Oberau 3, Oberau 2 (Standort)                           | Herrenhaus | Zweigeschossiger Sandsteinquaderbau mit Ziergiebeln, 1872 von F. W. Ludwig in den Formen der Renaissance, Zwischenflügel um 1900                                             | D-4-78-165-337 Wikidata | Herrenhaus |
| Oberau 3, Oberau 2 (Standort)                           | Siloturm   | Achteckig, um 1900 | D-4-78-165-337 Wikidata | Siloturm   |
| Oberau 3, Oberau 2 (Standort)                           | Scheune    | Mit Treppengiebeln, bezeichnet „1891“ | D-4-78-165-337 Wikidata | BW         |
| Nähe Oberau, Oberau 2, südlich Haus Nummer 1 (Standort) | Bildstock  | Sandstein, vierseitiger Sockel, Säule mit ionischem Kapitell, vierseitiger Aufsatz, bezeichnet „1715“                                                                        | D-4-78-165-182 Wikidata | BW         |

### Püchitz
| Lage                                                         | Objekt                  | Beschreibung                                                                                                | Akten-Nr.               | Bild                    |
| ------------------------------------------------------------ | ----------------------- | --- | ----------------------- | ----------------------- |
| Am Birkenweg 6 (Standort)                                    | Wohnhaus                | Eingeschossiges Fachwerkhaus mit Satteldach und Kellerstall, erste Hälfte 19. Jahrhundert                   | D-4-78-165-188 Wikidata | Wohnhaus                |
| Kellergasse 1 (Standort)                                     | Wohnhaus                | Eingeschossiges Halbwalmdachhaus, Fachwerk, bezeichnet „1827“                                               | D-4-78-165-183 Wikidata | Wohnhaus                |
| Püchitz 5 (Standort)                                         | Wohnstallhaus           | Zweigeschossig, mit Krüppelwalmdach, Fachwerkobergeschoss, 19. Jahrhundert, Erdgeschoss teilweise verändert | D-4-78-165-184 Wikidata | Wohnstallhaus           |
| Püchitz 15 (Standort)                                        | Wohnstallhaus           | Eingeschossig, mit Satteldach, Fachwerkgiebel, erste Hälfte 19. Jahrhundert                                 | D-4-78-165-186 Wikidata | Wohnstallhaus           |
| Zur Kapelle 1 (Standort)                                     | Wohnstallhaus           | Eingeschossig, mit Satteldach, Fachwerk, 19. Jahrhundert                                                    | D-4-78-165-187 Wikidata | Wohnstallhaus           |
| Zur Kapelle, Zur Kapelle 1, am Weg nach Altenbanz (Standort) | Sockel eines Bildstocks | Sandstein, spätes 17./frühes 18. Jahrhundert                                                                | D-4-78-165-189 Wikidata | Sockel eines Bildstocks |

### Romansthal
| Lage                                                                                     | Objekt | Beschreibung                                                                                                  | Akten-Nr.               | Bild           |
| ---------------------------------------------------------------------------------------- | --- | --- | ----------------------- | -------------- |
| Banzig, an der Straße nach Staffelstein, ca. 300 m vom Ortsrand (Standort)               | Bildstock | Sandstein, Vierkantsockel, Säule mit ionischem Kapitell, vierseitiger Aufsatz, bezeichnet „1706“              | D-4-78-165-194 Wikidata | Bildstock      |
| Ellenweg 1 (Standort)                                                                    | Wohnstallhaus | Eingeschossig, mit Halbwalmdach, Fachwerk, erste Hälfte 19. Jahrhundert                                       | D-4-78-165-190          | Wohnstallhaus  |
| Vierzehnheiligenweg 4 (Standort)                                                         | Wohnstallhaus | Eingeschossig, mit Frackdach, verschiefertes Fachwerkobergeschoss, Ecklisenen im Erdgeschoss, 19. Jahrhundert | D-4-78-165-192 Wikidata | Wohnstallhaus  |
| Von Staffelstein nach Romansthal, am Ortsrand an der Straße nach Staffelstein (Standort) | Bildstock | Sandstein, Vierkantsockel, Säule, vierseitiger Aufsatz mit Reliefs, erste Hälfte 18. Jahrhundert              | D-4-78-165-193 Wikidata | Bildstock      |
| Rotteich, Spitzberg, entlang der Gemarkungsgrenze Wolfsdorf (Standort)                   | Grenzsteine des ehemaligen Bamberger Domkapitelamts Staffelstein und des ehemaligen Bamberger Hochstiftsamts Lichtenfels | Sandstein, 16. Jahrhundert                                                                                    | D-4-78-165-195 Wikidata | BW             |
| Rotteich, Spitzberg, entlang der Gemarkungsgrenze Wolfsdorf (Standort)                   | Jagdgrenzsteine des Klosters Langheim                                                                                    | Sandstein, bezeichnet „1741“                                                                                  | D-4-78-165-197 Wikidata | weitere Bilder |

### Schönbrunn
| Lage                                                                                   | Objekt          | Beschreibung | Akten-Nr.               | Bild            |
| -------------------------------------------------------------------------------------- | --------------- | --- | ----------------------- | --------------- |
| Bahnstraße, auf der Verkehrsinsel zwischen Bahnstraße und Reundorfer Straße (Standort) | Dorfbrunnen     | Runder gebauchter Brunnentrog aus Sandstein, darüber Sandsteinsäulen mit Satteldach, bezeichnet „1724“                        | D-4-78-165-206 Wikidata | Dorfbrunnen     |
| Bahnstraße, auf der Verkehrsinsel zwischen Bahnstraße und Reundorfer Straße (Standort) | Kruzifix        | Gusseisen, auf Sandsteinsockel, wohl 19. Jahrhundert                                                                          | D-4-78-165-390 Wikidata | Kruzifix        |
| Bahnstraße 4 (Standort)                                                                | Bildstock       | Sandstein, Säule mit ionischem Kapitell, vierseitiger Aufsatz, bezeichnet „1736“                                              | D-4-78-165-199 Wikidata | Bildstock       |
| Bodenäcker, an der zur Staatsstraße 2197 führenden Straße (Standort)                   | Bildstock       | Sandstein, weinumrankte Säule mit vierseitigem Aufsatz, spätes 17. Jahrhundert                                                | D-4-78-165-96 Wikidata  | Bildstock       |
| Brunnenstraße 3 (Standort)                                                             | Wohnhaus        | Eingeschossiges Halbwalmdachhaus, genutete Ecklisenen, frühes 19. Jahrhundert                                                 | D-4-78-165-201 Wikidata | Wohnhaus        |
| Brunnenstraße 7 (Standort)                                                             | Wohnstallhaus   | Eingeschossig, mit Satteldach, straßenseitig Halbwalm, im Giebeltrapez Fachwerk, zweite Hälfte 18. Jahrhundert                | D-4-78-165-202 Wikidata | Wohnstallhaus   |
| Brunnenstraße, Schönbrunner Wasser (Standort)                                          | Schöner Brunnen | Quellteich mit Einfassung aus Sandsteinquadern, bezeichnet „1784“                                                             | D-4-78-165-203 Wikidata | Schöner Brunnen |
| Hauptstraße, an der Abzweigung Hauptstraße/Reundorfer Straße (Standort)                | Bildhäuschen    | Sandstein, Aufsatz mit Rundbogennische, bezeichnet „1738“, seit 1953 mit den Inschriftenplatten des Kriegerdenkmals verbunden | D-4-78-165-204 Wikidata | Bildhäuschen    |
| Lösen, südlich des Ortes an einem Feldweg (Standort)                                   | Kruzifix        | Sandstein, bezeichnet „1832“ und „1890“                                                                                       | D-4-78-165-389          | Kruzifix        |
| Lösen, an der Straße nach Bad Staffelstein (Standort)                                  | Bildstock       | Sandstein, Pfeiler mit vierseitigem Aufsatz, um 1700/10                                                                       | D-4-78-165-388 Wikidata | Bildstock       |
| Melm, an der Staatsstraße 2197 nach Staffelstein (Standort)                            | Bildstock       | Sandstein, Säule mit korinthischem Kapitell, vierseitiger Aufsatz, um 1700                                                    | D-4-78-165-200 Wikidata | Bildstock       |
| Reundorfer Straße 5 (Standort)                                                         | Wohnstallhaus   | Zweigeschossig, mit Walmdach, Fachwerk, massiver Stall, mittleres 19. Jahrhundert                                             | D-4-78-165-205 Wikidata | Wohnstallhaus   |
| Reundorfer Straße, Abzweigung Hauptstraße/Reundorfer Straße (Standort)                 | Bildstock       | Sandstein, Säule mit ionischem Kapitell, vierseitiger Aufsatz, bezeichnet „1729“                                              | D-4-78-165-207 Wikidata | Bildstock       |

### Schwabthal
| Lage                      | Objekt          | Beschreibung | Akten-Nr.               | Bild            |
| ------------------------- | --------------- | --- | ----------------------- | --------------- |
| Mühlengrund 10 (Standort) | Ehemalige Mühle | Zweigeschossiges Satteldachhaus, verputztes Fachwerkobergeschoss, Zierfachwerkgiebel, frühes 18. Jahrhundert                             | D-4-78-165-213 Wikidata | Ehemalige Mühle |
| Schwabthal 3 (Standort)   | Wohnstallhaus   | Zweigeschossig, mit Satteldach, Fachwerkobergeschoss, Zierfachwerkgiebel, drittes Viertel 17. Jahrhundert                                | D-4-78-165-208 Wikidata | Wohnstallhaus   |
| Schwabthal 4 (Standort)   | Wohnstallhaus   | Eingeschossig, mit Halbwalmdach, Fachwerk, spätes 18. Jahrhundert                                                                        | D-4-78-165-209 Wikidata | Wohnstallhaus   |
| Schwabthal 6 (Standort)   | Wohnstallhaus   | Zweigeschossig, mit Satteldach, Erdgeschoss erneuert, Fachwerkobergeschoss und Giebel in Zierfachwerk, spätes 17./frühes 18. Jahrhundert | D-4-78-165-210 Wikidata | Wohnstallhaus   |
| Schwabthal 12 (Standort)  | Wohnstallhaus   | Eingeschossig, mit Satteldach, Erdgeschoss erneuert, Giebel in reichem Zierfachwerk, 17./18. Jahrhundert                                 | D-4-78-165-211 Wikidata | Wohnstallhaus   |
| Schwabthal 16 (Standort)  | Wohnhaus        | Eingeschossiges Fachwerkhaus mit Satteldach, 19. Jahrhundert                                                                             | D-4-78-165-212 Wikidata | Wohnhaus        |

### Serkendorf
| Lage                                                                              | Objekt                             | Beschreibung | Akten-Nr.               | Bild                               |
| --------------------------------------------------------------------------------- | ---------------------------------- | --- | ----------------------- | ---------------------------------- |
| Am Döbertenbach 1 (Standort)                                                      | Katholische Kapelle Sankt Maria    | Verputzter Satteldachbau mit Dachreiter, 1927 von Heinrich Lutz                                                      | D-4-78-165-219 Wikidata | Katholische Kapelle Sankt Maria    |
| Am Döbertenbach 2 (Standort)                                                      | Wohnstallhaus                      | Zweigeschossig, mit rückwärtig abgewalmten Satteldach, verputztes Fachwerkobergeschoss, erste Hälfte 18. Jahrhundert | D-4-78-165-215 Wikidata | Wohnstallhaus                      |
| Am Mühlweg 1 (Standort)                                                           | Ehemalige Langheimer Klostermühle  | Zweigeschossiges Walmdachgebäude, Fachwerkobergeschoss, bezeichnet „1720“                                            | D-4-78-165-214 Wikidata | Ehemalige Langheimer Klostermühle  |
| Am Mühlweg, an der Straßenbrücke über die Döberten, westlich des Ortes (Standort) | Bildstock                          | Sandstein, neugotisch mit Madonna in Nische, bezeichnet „1874“                                                       | D-4-78-165-338 Wikidata | Bildstock                          |
| Lahmer Straße 2 (Standort)                                                        | Wohnstallhaus                      | Zweigeschossig, mit Satteldach, Fachwerkobergeschoss, 18./19. Jahrhundert                                            | D-4-78-165-218 Wikidata | Wohnstallhaus                      |
| Lahmer Straße 4 (Standort)                                                        | Wohnstallhaus                      | Eingeschossig, mit Frackdach, Fachwerk, 19. Jahrhundert                                                              | D-4-78-165-217 Wikidata | Wohnstallhaus                      |
| Lahmer Straße 5 (Standort)                                                        | Wohnstallhaus                      | Zweigeschossig, mit Halbwalmdach, verputztes Fachwerkobergeschoss, bezeichnet „1859“                                 | D-4-78-165-216 Wikidata | Wohnstallhaus                      |
| Kreisstrasse LIF 16, an der Straße nach Gösmitz (Standort)                        | Kreuzstein, sogenannter Spinnstein | Sandstein, erste Hälfte 16. Jahrhundert                                                                              | D-4-78-165-220 Wikidata | Kreuzstein, sogenannter Spinnstein |

### Stadel
| Lage                                          | Objekt        | Beschreibung | Akten-Nr.               | Bild          |
| --------------------------------------------- | ------------- | --- | ----------------------- | ------------- |
| Birkenallee 10 (Standort)                     | Wohnstallhaus | Eingeschossiger Halbwalmdachbau mit Zwerchhaus, Wohnteil Fachwerk, Stall Sandsteinquaderwerk, Giebel verschiefert, zweite Hälfte 19. Jahrhundert | D-4-78-165-434          | Wohnstallhaus |
| Birkenallee 12 (Standort)                     | Wohnstallhaus | Eingeschossig, mit Satteldach, Fachwerk 18./19. Jahrhundert                                                                                      | D-4-78-165-225 Wikidata | Wohnstallhaus |
| Hahn, an der Straße nach Altenbanz (Standort) | Wegkapelle    | Sandsteinquaderbau mit Satteldach, Mitte 19. Jahrhundert, mit Ausstattung                                                                        | D-4-78-165-227 Wikidata | Wegkapelle    |
| Stadel 10 a, Stadel 12 (Standort)             | Brunnen       | Sandstein, sechseckiger Brunnentrog, Zeltdach auf Holzpfosten, 18./19. Jahrhundert                                                               | D-4-78-165-221 Wikidata | Brunnen       |
| Stadel 13 (Standort)                          | Scheune       | Fachwerk mit Satteldach, 19. Jahrhundert | D-4-78-165-224 Wikidata | Scheune       |
| Steglitz 4 (Standort)                         | Wohnstallhaus | Zweigeschossiger Satteldachbau mit Fachwerkobergeschoss, Erdgeschoss verputzt, nach 1851                                                         | D-4-78-165-226          | Wohnstallhaus |
| Steglitz 5 (Standort)                         | Wohnstallhaus | Eingeschossig, mit Halbwalmdach, Fachwerk, Giebelseite verschiefert, 18./19. Jahrhundert                                                         | D-4-78-165-222 Wikidata | Wohnstallhaus |
| Hahn (Standort)                               | Bildstock     | Marienbildstock, rechteckige Stele mit Aufsatz und Satteldach, Figurennische mit heiligen Muttergottes, bezeichnet „1916“                        | D-4-78-165-431          | Bildstock     |

### Staffelberg
| Lage                   | Objekt                                         | Beschreibung | Akten-Nr.               | Bild           |
| ---------------------- | ---------------------------------------------- | --- | ----------------------- | -------------- |
| Staffelberg (Standort) | Katholische Wallfahrtskapelle Sankt Adelgundis | Rechteckiges Langhaus, eingezogener Chor, 1653/54, älterer Kern, Langhauserweiterung 1781, Turm 1871, mit Ausstattung | D-4-78-165-228 Wikidata | weitere Bilder |

### Stublang
| Lage                                                                      | Objekt                                              | Beschreibung | Akten-Nr.               | Bild                                 |
| ------------------------------------------------------------------------- | --------------------------------------------------- | --- | ----------------------- | ------------------------------------ |
| Am Dorfbrunnen 1 (Standort)                                               | Wohnstallhaus                                       | Zweigeschossig, mit Walmdach, Fachwerkobergeschoss, zweites Drittel 19. Jahrhundert                                             | D-4-78-165-234 Wikidata | Wohnstallhaus                        |
| Am Dorfbrunnen 11 (Standort)                                              | Wohnstallhaus                                       | Zweigeschossig, mit Halbwalmdach, Fachwerkobergeschoss, bezeichnet „1742“                                                       | D-4-78-165-235 Wikidata | Wohnstallhaus                        |
| Am Dorfbrunnen 19 (Standort)                                              | Ehemaliges Gasthaus                                 | Zweigeschossiges Wohnstallhaus mit Halbwalmdach, Fachwerk, erste Hälfte 18. Jahrhundert                                         | D-4-78-165-341 Wikidata | Ehemaliges Gasthaus                  |
| Am Dorfbrunnen 19 (Standort)                                              | Tanzsaal                                            | Eingeschossiger Fachwerkbau mit Satteldach, um 1905                                                                             | D-4-78-165-341 Wikidata | Tanzsaal                             |
| An der Döritz 8 (Standort)                                                | Wohnstallhaus                                       | Eingeschossig, mit Satteldach, Fachwerk, mittleres 19. Jahrhundert                                                              | D-4-78-165-232 Wikidata | Wohnstallhaus                        |
| An der Döritz 16 (Standort)                                               | Scheune                                             | Fachwerk mit Satteldach, erste Hälfte 18. Jahrhundert                                                                           | D-4-78-165-340 Wikidata | Scheune                              |
| An der Döritz 25 (Standort)                                               | Wohnstallhaus                                       | Zweigeschossig, mit Halbwalmdach, Erdgeschoss erneuert, Fachwerkobergeschoss, 18. Jahrhundert                                   | D-4-78-165-229 Wikidata | Wohnstallhaus                        |
| An der Döritz 39 (Standort)                                               | Ehemals Mühle                                       | Zweigeschossiges Halbwalmdachhaus, Obergeschoss zum Teil erneuert, mittleres 19. Jahrhundert                                    | D-4-78-165-230 Wikidata | Ehemals Mühle                        |
| Bäuschel (Standort)                                                       | Bildhäuschen                                        | Sandstein, rechteckiger Sockel mit rundbogig abschließendem Gehäuse, bezeichnet „1878“                                          | D-4-78-165-376 Wikidata | Bildhäuschen                         |
| Frauendorfer Straße 2 (Standort)                                          | Wohnstallhaus                                       | Zweigeschossig, mit Halbwalmdach, teilverschiefertes Fachwerkobergeschoss, um 1830                                              | D-4-78-165-339 Wikidata | Wohnstallhaus                        |
| Frauendorfer Straße, bei Nr. 16 (Standort)                                | Kruzifix                                            | Sandstein, bezeichnet „1900“ | D-4-78-165-343 Wikidata | Kruzifix                             |
| Heiligenbrunnen (Standort)                                                | Bildhäuschen                                        | Sandstein, quadratischer Sockel, Gehäuse mit tiefer Nische, 18. Jahrhundert, 1907 erneuert                                      | D-4-78-165-240 Wikidata | Bildhäuschen                         |
| Heiligenbrunnen (Standort)                                                | Wegkapelle                                          | Quadratischer Sandsteinquaderbau mit Zeltdach, drittes Viertel 19. Jahrhundert                                                  | D-4-78-165-241 Wikidata | Wegkapelle                           |
| Kellergasse, Sand, Untere Peunt, am südlichen Ortsrand (Standort)         | Kellerhohlweg                                       | Mit zahlreichen Felsenkellern des frühen 19. Jahrhunderts                                                                       | D-4-78-165-342 Wikidata | Kellerhohlweg                        |
| Nähe Kirchstraße (Standort)                                               | Katholische Filialkirche Sankt Gumbert und Nikolaus | Sandsteinquaderbau mit eingezogenem Chor, Einturmfassade, 1777–80 nach Plänen von Konrad Fink, mit Ausstattung                  | D-4-78-165-237 Wikidata | weitere Bilder                       |
| Reutweg, 200 m nördlich der Straßengabelung Uetzing-Frauendorf (Standort) | Bildstock                                           | Sandsteinsäule mit vierseitigem Aufsatz, bezeichnet „1720“                                                                      | D-4-78-165-239 Wikidata | Bildstock                            |
| Unterer Peunt 1 (Standort)                                                | Wohnstallhaus                                       | Zweigeschossig, mit Halbwalmdach, teilverschiefertes Fachwerkobergeschoss, Mitte 18. Jahrhundert                                | D-4-78-165-236 Wikidata | Wohnstallhaus                        |
| Unterer Peunt 2 (Standort)                                                | Bildstock                                           | Sandsteinsäule mit vierseitigem Aufsatz, bezeichnet „1689“; nicht nachqualifiziert, im Bayerischen Denkmal-Atlas nicht kartiert | D-4-78-165-238 Wikidata | Bildstock                            |
| Zur Torgasse 4 (Standort)                                                 | Wohnstallhaus                                       | Eingeschossig, mit Frackdach, Fachwerkobergeschoss, mittleres 19. Jahrhundert                                                   | D-4-78-165-231 Wikidata | Wohnstallhaus                        |
| Starker Forst, am Südhang des Lerchenberges im Starken Forst (Standort)   | Jagdgrenzstein des Klosters Langheim                | Sandstein, bezeichnet „1741“; nicht nachqualifiziert, im Bayerischen Denkmal-Atlas nicht kartiert                               | D-4-78-165-344 Wikidata | Jagdgrenzstein des Klosters Langheim |

### Uetzing
| Lage                                                                                 | Objekt                                          | Beschreibung | Akten-Nr.               | Bild                |
| ------------------------------------------------------------------------------------ | ----------------------------------------------- | --- | ----------------------- | ------------------- |
| Am Kapellenberg 1 (Standort)                                                         | Wohnstallhaus                                   | Zweigeschossig mit Satteldach, Fachwerkobergeschoss, frühes 18. Jahrhundert | D-4-78-165-242 Wikidata | Wohnstallhaus       |
| An der Döberten 8 (Standort)                                                         | Giebel                                          | Mit Zierfachwerk, 1688 | D-4-78-165-255 Wikidata | Giebel              |
| An der Döberten 14 (Standort)                                                        | Wohnstallhaus                                   | Zweigeschossig, mit Satteldach, reiches Zierfachwerk, spätes 17./frühes 18. Jahrhundert | D-4-78-165-254 Wikidata | Wohnstallhaus       |
| Döberten, neben der Brücke über den Döbertenbach (Standort)                          | Sandsteinstatue                                 | Sandsteinstatue, Heiliger Johann Nepomuk, 1784 | D-4-78-165-265 Wikidata | Sandsteinstatue     |
| Kirchweg 8 (Standort)                                                                | Bildstock                                       | Sandsteinsäule mit vierseitigem Aufsatz, um 1710 von Johann Georg Burckhart | D-4-78-165-266 Wikidata | Bildstock           |
| Kirchweg 10 (Standort)                                                               | Wohnhaus                                        | Zweigeschossiger Satteldachbau, Fachwerkobergeschoss, teilweise Verschieferung, erste Hälfte 18. Jahrhundert                                                                                          | D-4-78-165-248 Wikidata | Wohnhaus            |
| Kirchweg 17 (Standort)                                                               | Wohnstallhaus                                   | Zweigeschossig, mit Satteldach, Fachwerkobergeschoss, spätes 17./frühes 18. Jahrhundert | D-4-78-165-259 Wikidata | Wohnstallhaus       |
| Kirchweg 29 (Standort)                                                               | Wohnhaus                                        | Zweigeschossiges Walmdachhaus mit Fachwerkobergeschoss, zweite Hälfte 17. Jahrhundert | D-4-78-165-244 Wikidata | weitere Bilder      |
| Kirchweg 30 (Standort)                                                               | Wohnhaus                                        | Zweigeschossiges Satteldachhaus mit Fachwerkobergeschoss des späten 17./frühen 18. Jahrhunderts | D-4-78-165-245 Wikidata | Wohnhaus            |
| Kirchweg 36 (Standort)                                                               | Wohnstallhaus                                   | Zweigeschossig, mit Halbwalmdach, Fachwerkobergeschoss, Giebel verschiefert, spätes 17./frühes 18. Jahrhundert                                                                                        | D-4-78-165-243 Wikidata | Wohnstallhaus       |
| Oberlangheimer Straße 1 (Standort)                                                   | Wohnstallhaus                                   | Zweigeschossig, mit Halbwalmdachbau, Fachwerkobergeschoss, erste Hälfte 18. Jahrhundert | D-4-78-165-258 Wikidata | Wohnstallhaus       |
| Oberlangheimer Straße 1 (Standort)                                                   | Sandsteinkruzifix                               | 1912 | D-4-78-165-258 Wikidata | Sandsteinkruzifix   |
| Oberlangheimer Straße 5, Oberlangheimer Straße (Standort)                            | Tanzsaal                                        | Eingeschossiger Fachwerkbau im Heimatstil mit Halbwalmdach, 1931 | D-4-78-165-249 Wikidata | Tanzsaal            |
| Oberlangheimer Straße 5, Oberlangheimer Straße (Standort)                            | Brunnen                                         | Gusseisen, 1844 | D-4-78-165-249 Wikidata | Brunnen             |
| Oberlangheimer Straße 7 (Standort)                                                   | Wohnstallhaus                                   | Zweigeschossig, mit Walmdach, Fachwerkobergeschoss, erste Hälfte 19. Jahrhundert | D-4-78-165-250 Wikidata | Wohnstallhaus       |
| Peunt, an der Straße nach Stublang (Standort)                                        | Kruzifix                                        | Sandstein, bezeichnet „1910“ | D-4-78-165-345 Wikidata | Kruzifix            |
| Pfarrer-Krapf-Straße 4 (Standort)                                                    | Katholische Pfarrkirche Sankt Johannes Baptista | Eingezogener Chor des 14./15. Jahrhundert wohl über älterem Kern, seitlicher, im Kern hochmittelalterlicher Turm von 1559, Langhaus von 1719, Ölberg 1713 von Johann Georg Burckhart, mit Ausstattung | D-4-78-165-263 Wikidata | weitere Bilder      |
| Pfarrer-Krapf-Straße 10 (Standort)                                                   | Wohnhaus                                        | Zweigeschossiges Walmdachhaus, Fachwerkobergeschoss, mittleres 18. Jahrhundert | D-4-78-165-262 Wikidata | Wohnhaus            |
| Ranzen, Flurlage Katzengereuth (Standort)                                            | Kreuzstein                                      | Sandstein, zweite Hälfte 16. Jahrhundert | D-4-78-165-269 Wikidata | Kreuzstein          |
| Serkendorfer Straße 11 (Standort)                                                    | Wohnstallhaus                                   | Zweigeschossig, mit Satteldach, teilweise verschiefertes Fachwerkobergeschoss, 17./18. Jahrhundert | D-4-78-165-252 Wikidata | Wohnstallhaus       |
| Serkendorfer Straße 24 (Standort)                                                    | Wohnstallhaus                                   | Zweigeschossig, mit Walmdach, Fachwerkobergeschoss, 17./18. Jahrhundert | D-4-78-165-253 Wikidata | Wohnstallhaus       |
| Sulliggasse 2 (Standort)                                                             | Wohnhaus                                        | Zweigeschossiges Fachwerkhaus mit Walmdach, frühes 18. Jahrhundert | D-4-78-165-257 Wikidata | Wohnhaus            |
| Sulliggasse 2, Sulliggasse 4, an der Straße nach Stublang, am Ortseingang (Standort) | Bildstock mit Pietà                             | Sandstein, Ende 19. Jahrhundert | D-4-78-165-346 Wikidata | Bildstock mit Pietà |
| Theisenort 1 (Standort)                                                              | Wohnstallhaus                                   | Zweigeschossig, mit Satteldach, Fachwerkobergeschoss, frühes 18. Jahrhundert, davor Sandsteinkruzifix von 1912                                                                                        | D-4-78-165-260 Wikidata | weitere Bilder      |
| Von Uetzing nach Oberlangheim, an der Straße nach Oberlangheim (Standort)            | Kreuzstein                                      | Sandstein, zweite Hälfte 16. Jahrhundert | D-4-78-165-267          | Kreuzstein          |
| Von Uetzing nach Oberlangheim, an der Straße nach Oberlangheim (Standort)            | Kreuzstein                                      | Sandstein, zweite Hälfte 16. Jahrhundert | D-4-78-165-268          | Kreuzstein          |
| Oberlangheimer Straße 17 (Standort)                                                  | Wohnstallbau                                    | Eingeschossiges Wohnstallhaus mit Satteldach, 17./18. Jahrhundert | D-4-78-165-251 Wikidata | Wohnstallbau        |

### Unnersdorf
| Lage                                                                         | Objekt          | Beschreibung | Akten-Nr.               | Bild            |
| ---------------------------------------------------------------------------- | --------------- | --- | ----------------------- | --------------- |
| Am Main 1 (Standort)                                                         | Wohnstallhaus   | Eingeschossig, mit Satteldach, Fachwerk, Eingangslaube, mittleres 19. Jahrhundert                               | D-4-78-165-270 Wikidata | Wohnstallhaus   |
| Am Main 5 (Standort)                                                         | Wohnstallhaus   | Zweigeschossig, mit Satteldach, straßenseitig Halbwalm, Fachwerk, mittleres 19. Jahrhundert                     | D-4-78-165-271 Wikidata | Wohnstallhaus   |
| Hofäcker, am Fußweg zum Kloster Banz (Standort)                              | Bildhäuschen    | Rechteckiger Hausteinbau, stichbogige Figurennische um 1730/40                                                  | D-4-78-165-272 Wikidata | Bildhäuschen    |
| Hofäcker, am Fußweg zum Kloster Banz (Standort)                              | Bildstock       | Sandstein, Säule mit korinthisierendem Kapitell, vierseitiger Aufsatz, bezeichnet „1747“                        | D-4-78-165-273 Wikidata | Bildstock       |
| Märzensee, zwischen Berggasthof am Banzer Wald und Forsthaus Banz (Standort) | Bildstock       | Sandstein, Säule mit korinthischem Kapitell, vierseitiger Aufsatz, bezeichnet „1727“ von Johann Georg Burckhart | D-4-78-165-274 Wikidata | Bildstock       |
| Märzensee, Auffahrt zum Berggasthof am Banzer Wald (Standort)                | Bildstock       | Sandstein, weinumrankte Säule mit ionischem Kapitell, vierseitiger Aufsatz, bezeichnet „1692“                   | D-4-78-165-275 Wikidata | Bildstock       |
| Main, vor dem Gasthaus Zum Anker (Standort)                                  | Uferbefestigung | Sandsteinquader, 1742, ehemaliges Brückenwiderlager, Sandsteinquader, 1818                                      | D-4-78-165-347 Wikidata | Uferbefestigung |

### Unterzettlitz
| Lage                                                                         | Objekt                            | Beschreibung | Akten-Nr.               | Bild                              |
| ---------------------------------------------------------------------------- | --------------------------------- | --- | ----------------------- | --------------------------------- |
| An der Schrann 10 (Standort)                                                 | Bildstock                         | Sandstein, Säule mit ionischem Kapitell, vierseitiger Aufsatz, bezeichnet „1716“ | D-4-78-165-283 Wikidata | Bildstock                         |
| Brennhöhe, Stadtweg, Ecke Brennhöhe-Stadtweg (Standort)                      | Bildstock                         | Sandstein, Säule mit ionisierendem Kapitell, vierseitiger Aufsatz mit geschweiftem Zeltdach, 1833 | D-4-78-165-287 Wikidata | Bildstock                         |
| Dorfplatz 1 (Standort)                                                       | Bauernhof und ehemaliger Gasthof  | Vierseitanlage, zweigeschossiges Wohnstallhaus mit Walmdach im Nordosten, Fachwerkobergeschoss, Mitte 18. Jahrhundert, im Ostflügel zweigeschossiges Nebenhaus mit Walmdach und Hofeinfahrt, Fachwerk | D-4-78-165-277 Wikidata | Bauernhof und ehemaliger Gasthof  |
| Dorfplatz 3 (Standort)                                                       | Wohnhaus                          | Zweigeschossiges giebelständiges Satteldachhaus mit Dachreiter, Fachwerkobergeschoss, 18. Jahrhundert                                                                                                 | D-4-78-165-278 Wikidata | Wohnhaus                          |
| Dorfplatz (Standort)                                                         | Kruzifix                          | Sandstein, neugotisch, 19. Jahrhundert | D-4-78-165-288 Wikidata | Kruzifix                          |
| Kellerstraße 1, Kellerstraße 1 a (Standort)                                  | Wohnstallhaus                     | Zweigeschossig, mit Satteldach, straßenseitig Halbwalm, Fachwerkobergeschoss, Giebel verschiefert, 18./19. Jahrhundert                                                                                | D-4-78-165-279 Wikidata | Wohnstallhaus                     |
| Kellerstraße 5 (Standort)                                                    | Wohnstallhaus                     | Eingeschossig, mit Frackdach, Fachwerk, Giebel verschiefert, mittleres 19. Jahrhundert | D-4-78-165-280 Wikidata | Wohnstallhaus                     |
| Kellerstraße 14 (Standort)                                                   | Katholische Kapelle Herz Jesu     | Neugotischer Sandsteinquaderbau mit Satteldach, Westtürmchen mit Spitzhelm, 1886, mit Ausstattung | D-4-78-165-276 Wikidata | weitere Bilder                    |
| Langer Morgen, am südlichen Ortsausgang, in der Niederauer Straße (Standort) | Bildstock                         | Sandstein, Säule mit ionischem Kapitell, vierseitiger Aufsatz, bezeichnet „HABH 1705“ (Johann Absalon Burckhart)                                                                                      | D-4-78-165-284 Wikidata | Bildstock                         |
| Mainacker, an der LIF 20 nach Wiesen (Standort)                              | Blutbannstein                     | Sandstein | D-4-78-165-289 Wikidata | Blutbannstein                     |
| Melm; an der Staatsstraße 2197 nach Unterneuses (Standort)                   | Drei Grenzsteine des Zentgerichts | Sandstein, 15. Jh | D-4-78-165-378          | Drei Grenzsteine des Zentgerichts |
| Niederauer Straße 3 (Standort)                                               | Wohnhaus                          | Zweigeschossiges Halbwalmdachhaus, verkleidetes und verschiefertes Fachwerkobergeschoss, spätes 18. Jahrhundert                                                                                       | D-4-78-165-281 Wikidata | Wohnhaus                          |
| Niederauer Straße 9 (Standort)                                               | Wohnstallhaus                     | Eingeschossig, mit Halbwalmdach, Fachwerk, mittleres 19. Jahrhundert | D-4-78-165-282 Wikidata | Wohnstallhaus                     |
| Stadtweg 41 (Standort)                                                       | Bildstock                         | Sandstein, Säule mit korinthischem Kapitell, vierseitiger Aufsatz, bezeichnet „1728“ | D-4-78-165-285 Wikidata | Bildstock                         |
| Stadtwegacker (Standort)                                                     | Kruzifix                          | Sandstein, bez. 1895; bei Stadtweg 41 | D-4-78-165-393          | Kruzifix                          |

### Vierzehnheiligen
| Lage                                                   | Objekt                                         | Beschreibung | Akten-Nr.               | Bild           |
| ------------------------------------------------------ | ---------------------------------------------- | --- | ----------------------- | -------------- |
| Vierzehnheiligen 1 (Standort)                          | Katholische Wallfahrtskirche Maria Himmelfahrt | 1743/72 nach Plänen Balthasar Neumanns in Abweichung der Ost-West-Achse errichtete, kreuzförmige, dreischiffige Basilika mit Doppelturmfassade, Innenraum aus sich überschneidenden Ovalräumen, mit Ausstattung | D-4-78-165-292 Wikidata | weitere Bilder |
| Vierzehnheiligen 2 (Standort)                          | Ehemalige Propstei, jetzt Franziskanerkloster  | Zweifach abgewinkelter zweigeschossiger Sandsteinquaderbau mit Mansarddach, 1743/46 nach Plänen von Balthasar Neumann, mit Ausstattung                                                                          | D-4-78-165-291 Wikidata | weitere Bilder |
| Vierzehnheiligen (Standort)                            | Sieben Kreuzwegstationen                       | Von 1714 | D-4-78-165-293 Wikidata | weitere Bilder |
| Vierzehnheiligen, Vierzehnheiligener Straße (Standort) | Vier Einfriedungspfeiler des Friedhofs         | Aus Sandstein, 18. Jahrhundert | D-4-78-165-293 Wikidata | weitere Bilder |
| Vierzehnheiligen, Vierzehnheiligener Straße (Standort) | Wappenstein                                    | Sandstein, um 1700 | D-4-78-165-293 Wikidata | Wappenstein    |

### Weisbrem
| Lage                                                      | Objekt             | Beschreibung                                                                 | Akten-Nr.               | Bild               |
| --------------------------------------------------------- | ------------------ | ---------------------------------------------------------------------------- | ----------------------- | ------------------ |
| Weisbrem 3 (Standort)                                     | Gasthaus           | zweigeschossiges Wohnstallhaus mit Satteldach, Fachwerkobergeschoss, um 1750 | D-4-78-165-294 Wikidata | Gasthaus           |
| Weisbrem 3 (Standort)                                     | Bildstock          | Sandstein, Säule mit vierseitigem Aufsatz, bezeichnet „1744“                 | D-4-78-165-294 Wikidata | Bildstock          |
| Weisbrem, vor Nr. 5 (Standort)                            | Kruzifix           | Sandstein, bezeichnet „1899“                                                 | D-4-78-165-379 Wikidata | Kruzifix           |
| Weisbrem Weisbrem 10 (Standort)                           | Sägemühle          | Zweigeschossiges, verschiefertes Gebäude, 17./18. Jahrhundert                | D-4-78-165-295 Wikidata | BW                 |
| Döberten, Nähe Weisbrem, an der Döbertenbrücke (Standort) | Hl. Johann Nepomuk | Sandstein, bezeichnet „1715“                                                 | D-4-78-165-296 Wikidata | Hl. Johann Nepomuk |

### Wiesen
| Lage                                                                                    | Objekt                                 | Beschreibung | Akten-Nr.               | Bild           |
| --------------------------------------------------------------------------------------- | -------------------------------------- | --- | ----------------------- | -------------- |
| Altmainstraße 1 (Standort)                                                              | Wohnhaus                               | Zweigeschossiger Walmdachbau in Ecklage, verschiefertes Fachwerk                                                                     | D-4-78-165-303 Wikidata | Wohnhaus       |
| Altmainstraße 1 (Standort)                                                              | Hausmadonna                            | Im Glasschrein, zweite Hälfte 19. Jahrhundert                                                                                        | D-4-78-165-303 Wikidata | Hausmadonna    |
| Altmainstraße 19 (Standort)                                                             | Wohnstallhaus                          | Eingeschossig, mit Satteldach, Fachwerkscheune, mittleres 19. Jahrhundert                                                            | D-4-78-165-305 Wikidata | Wohnstallhaus  |
| Am Dorfanger 5 (Standort)                                                               | Katholische Filialkirche Sankt Andreas | Chor und Turm, um 1500, Langhaus 1665–69, mit Ausstattung                                                                            | D-4-78-165-297 Wikidata | weitere Bilder |
| Am Dorfanger 7 (Standort)                                                               | Bildstock                              | Sandstein, Säule mit vierseitigem Aufsatz, bezeichnet „1719“                                                                         | D-4-78-165-307 Wikidata | Bildstock      |
| Am Dorfanger 8 (Standort)                                                               | Wohnstallhaus                          | Eingeschossig, mit Frackdach, Erdgeschoss aus Sandsteinquadern, Fachwerkobergeschoss, Straßengiebel mit Zierfachwerk, um 1800        | D-4-78-165-364 Wikidata | Wohnstallhaus  |
| Am Dorfanger 9 (Standort)                                                               | Stall                                  | Gebäude mit Halbwalmdach, Sandsteinquader und Fachwerk, 18. Jahrhundert                                                              | D-4-78-165-298 Wikidata | Stall          |
| Berg, 700 m südwestlich des Ortes am Döringstädter Berg (Standort)                      | Bildstock                              | Sandstein, Säule mit vierseitigem Aufsatz, spätes 16./frühes 17. Jahrhundert                                                         | D-4-78-165-309 Wikidata | Bildstock      |
| Brameleite, 250 m westlich des Ortsrandes am Feldweg vor dem Wasserreservoir (Standort) | Bildstock                              | Sandstein, Sockel, Kapitell und vierseitiger Aufsatz, um 1700                                                                        | D-4-78-165-308 Wikidata | Bildstock      |
| Mittelau 5 (Standort)                                                                   | Wohnstallhaus                          | Eingeschossig, mit abgewalmtem Frackdach, Fachwerk, mittleres 19. Jahrhundert                                                        | D-4-78-165-306 Wikidata | Wohnstallhaus  |
| Wiesen 3 (Standort)                                                                     | Bauernhaus                             | Zweigeschossig, mit Walmdach, Fachwerk, 1871                                                                                         | D-4-78-165-300 Wikidata | Bauernhaus     |
| Wiesen 5 (Standort)                                                                     | Wohnstallhaus                          | Zweigeschossig, mit Halbwalmdach, Fachwerkobergeschoss, im Erdgeschoss Eckpilaster, Giebelseite verschiefert, frühes 19. Jahrhundert | D-4-78-165-301 Wikidata | Wohnstallhaus  |
| Wiesen 14 (Standort)                                                                    | Wohnhaus                               | Zweigeschossiges Mansarddachhaus, verputztes Fachwerkobergeschoss, zweites Drittel 18. Jahrhundert                                   | D-4-78-165-302 Wikidata | Wohnhaus       |

### Wolfsdorf
| Lage                                                                          | Objekt                              | Beschreibung | Akten-Nr.               | Bild                    |
| ----------------------------------------------------------------------------- | ----------------------------------- | --- | ----------------------- | ----------------------- |
| Kapellenweg 8 (Standort)                                                      | Katholische Ortskapelle Sankt Maria | Neugotischer Sandsteinquaderbau mit Satteldach und Dachreiter, Freitreppe, 1858 von Schlossermeister Rudolph, Staffelstein, mit Ausstattung | D-4-78-165-310 Wikidata | weitere Bilder          |
| Nähe Kapellenweg, neben der Kapelle (Standort)                                | Bildstock                           | Sandstein, Säule mit ionischem Kapitell, vierseitiger Aufsatz, bezeichnet „1727“                                                            | D-4-78-165-319 Wikidata | Bildstock               |
| Krausenbachstraße 21 (Standort)                                               | Wohnstallhaus                       | Zweigeschossig, mit Satteldach, straßenseitig Halbwalm, verschiefertes Fachwerk, 18. Jahrhundert                                            | D-4-78-165-311 Wikidata | Wohnstallhaus           |
| Krausenbachstraße 25 (Standort)                                               | Wohnstallhaus                       | Eingeschossig, mit Halbwalmdach, Fachwerk, Stall massiv, teilweise Verschieferung, frühes 19. Jahrhundert                                   | D-4-78-165-312 Wikidata | Wohnstallhaus           |
| Schafanger, am Fußweg nach Vierzehnheiligen, unter den Fünf Linden (Standort) | Bildstock                           | Sandstein, Säule mit ionisierendem Kapitell, vierseitiger Aufsatz mit Pyramidendach, mittleres 17. Jahrhundert                              | D-4-78-165-317 Wikidata | Bildstock               |
| Schafanger, am Weg nach Vierzehnheiligen, unter den Fünf Linden (Standort)    | Bildhäuschen                        | Sandstein, Aufsatz mit rundbogiger Nische und schmiedeeisernem Gitter, erste Hälfte 18. Jahrhundert                                         | D-4-78-165-320 Wikidata | Bildhäuschen            |
| Schafanger, am Weg nach Vierzehnheiligen, unter den Fünf Linden (Standort)    | Kruzifix                            | Sandstein, bezeichnet „1887“ | D-4-78-165-391 Wikidata | Kruzifix                |
| Stadtstraße 1 (Standort)                                                      | Ehemaliges Gemeindehaus             | Eingeschossiger Fachwerkbau mit Halbwalmdach, Dachreiter, 18. Jahrhundert                                                                   | D-4-78-165-313 Wikidata | Ehemaliges Gemeindehaus |
| Stadtstraße 3, neben Stadtstraße 7 (Standort)                                 | Bildhäuschen                        | Sandstein, rundbogige Figurennische, bezeichnet „1728“                                                                                      | D-4-78-165-392 Wikidata | Bildhäuschen            |
| Stadtstraße 3 (Standort)                                                      | Wohnstallhaus                       | Eingeschossig, mit Satteldach, verkleidetes und verschiefertes Fachwerk, massiver Stall, mittleres 19. Jahrhundert                          | D-4-78-165-314 Wikidata | Wohnstallhaus           |
| Von Staffelstein nach Wolfsdorf, am Weg nach Staffelstein (Standort)          | Bildstock                           | Sandstein, Säule, vierseitiger Aufsatz, bezeichnet „1748“                                                                                   | D-4-78-165-315 Wikidata | Bildstock               |
| Von Staffelstein nach Wolfsdorf, am Weg nach Staffelstein (Standort)          | Bildstock                           | Sandstein, Säule mit ionischem Kapitell, vierseitiger Aufsatz, frühes 18. Jahrhundert                                                       | D-4-78-165-316 Wikidata | Bildstock               |
| Wolfsdorf Am Fußweg nach Vierzehnheiligen (Standort)                          | Marter                              | Sandsteinsäule, erste Hälfte 18. Jahrhundert                                                                                                | D-4-78-165-318 Wikidata | Marter                  |
| Vierzehnheiligener Weg, Schollergasse (Standort)                              | Bildhäuschen                        | Sandstein, geschweifter Sockel mit Voluten, Aufsatz mit Figurennische, bezeichnet „1746“                                                    | D-4-78-165-321 Wikidata | Bildhäuschen            |
| Von Staffelstein nach Wolfsdorf, Weg nach Staffelstein (Standort)             | Grenzstein                          | Sandstein, 16. Jahrhundert | D-4-78-165-322 Wikidata | Grenzstein              |

### Zilgendorf
| Lage                                          | Objekt                  | Beschreibung                                                                                            | Akten-Nr.               | Bild                    |
| --------------------------------------------- | ----------------------- | --- | ----------------------- | ----------------------- |
| Zilgendorf 2 (Standort)                       | Brauerei Gasthof Gick   | Zweigeschossiges Walmdachgebäude, Fachwerk verputzt und verschiefert, mittleres 18. Jahrhundert         | D-4-78-165-323 Wikidata | weitere Bilder          |
| Zilgendorf 12 (Standort)                      | Bauernhaus              | Eingeschossig, mit Kniestock und Satteldach, Fachwerk teilverschhiefert, Giebel mit Laubsägedekor, 1892 | D-4-78-165-349 Wikidata | Bauernhaus              |
| Zilgendorf 12 (Standort)                      | Stall                   | Sandsteinquaderbau mit Satteldach und Fachwerkgiebel, bezeichnet „1884“                                 | D-4-78-165-349 Wikidata | Stall                   |
| In Zilgendorf (Standort)                      | Katholische Dorfkapelle | Sandsteinquaderbau mit abgewalmten Satteldach und Dachreiter, 1928–1930, mit Ausstattung                | D-4-78-165-350 Wikidata | Katholische Dorfkapelle |
| In Zilgendorf (Standort)                      | Backhaus                | Sandsteinquaderbau mit Satteldach, Anfang 19. Jahrhundert                                               | D-4-78-165-381 Wikidata | Backhaus                |
| Höhe, an der Straße nach Altenbanz (Standort) | Bildstock               | Sandstein, weinumrankte Säule mit ionischem Kapitell und vierseitigem Aufsatz, um 1700/10               | D-4-78-165-324 Wikidata | Bildstock               |

## Ehemalige Baudenkmäler
| Lage                                                   | Objekt                  | Beschreibung | Akten-Nr.               | Bild                 |
| ------------------------------------------------------ | ----------------------- | --- | ----------------------- | -------------------- |
| Bad Staffelstein Bamberger Straße 29 (Standort)        | Wohn- und Geschäftshaus | Zweigeschossiges Halbwalmdachhaus, verputztes Fachwerkobergeschoss, spätes 17. Jahrhundert | D-4-78-165-47 Wikidata  | weitere Bilder       |
| Bad Staffelstein Weg nach Vierzehnheiligen             | Marter                  | Sandsteinsäule, zweite Hälfte 17. Jahrhundert | D-4-78-165-99 Wikidata  | BW                   |
| Altenbanz 250 m südsüdöstlich von Voreichen            | Marter                  | Sandsteinsockel, zweites Viertel 18. Jahrhundert | D-4-78-165-114 Wikidata | BW                   |
| Forsthaus Banz Waldabteilung Hintere Heidleite         | Marter                  | Sandsteinpfeiler von 1689 | D-4-78-165-125 Wikidata | BW                   |
| Horsdorf Ca. 1000 m westlich der Ortsmitte             | Grenzstein              | Wohl 16. Jahrhundert | D-4-78-165-160 Wikidata | BW                   |
| Kloster Banz 80 Meter nördlich unterhalb des Friedhofs | Marter                  | Die toskanische Sandsteinsäule entstand um 1715 und ist vielleicht ein Werk von Balthasar Esterbauer. Am profilierten Vierkantsockel befindet sich ein Relieffeld mit einem Wappenschild und Abtstab, darauf als Doppelligatur CAB (=Chilianus [Düring] Abbas Banthensis). Darüber steht am Rahmen die Bezeichnung EX VOTO FT. Der flache, querovale Aufsatz hat von kräftigem Akanthus umrahmte Reliefs. Das westliche zeigt die Heilige Familie, das östliche die Heilige Dreifaltigkeit. Darunter sind Kartuschen mit verwitterten, Chronogramme enthaltenden Aufschriften. nicht nachqualifiziert, im Bayerischen Denkmal-Atlas nicht kartiert | D-4-78-165-118 Wikidata | Marter               |
| Krögelhof Krögelhof 1 (Standort)                       | Wohnstallgebäude        | Eingeschossig, um 1600 | D-4-78-165-167 Wikidata | BW                   |
| Loffeld An der Lauter 22 (Standort)                    | Wohnstallhaus           | Eingeschossig, mit Satteldach, um 1800 | D-4-78-165-335 Wikidata | BW                   |
| Nedensdorf Am Mahlberg 2 (Standort)                    | Wohnstallhaus           | Fachwerk, im Kern von 1765 | D-4-78-165-177 Wikidata | BW                   |
| Püchitz Püchitz 7 (Standort)                           | Wohnstallhaus           | Fachwerk, spätes 18. Jahrhundert | D-4-78-165-185 Wikidata | BW                   |
| Stadel Stadel 9, 11 (Standort)                         | Wohnstallhaus           | Fachwerk, 1867 | D-4-78-165-223 Wikidata | BW                   |
| Stublang An der Döritz 4 (Standort)                    | Wohnstallhaus           | 1849 | D-4-78-165-233 Wikidata | BW                   |
| Uetzing Kirchweg 18 (Standort)                         | Wohnstallbau            | Mit Frackdach, 18. Jahrhundert | D-4-78-165-247 Wikidata | BW                   |
| Uetzing Pfarrer-Krapf-Straße 2 (Standort)              | Ehemaliges Schulhaus    | Zweigeschossiger Halbwalmdachbau, 1803 von Andreas Weber, über älterem Kern | D-4-78-165-264 Wikidata | Ehemaliges Schulhaus |
| Unterzettlitz Stadtweg                                 | Marter                  | Zweite Hälfte 17. Jahrhundert | D-4-78-165-286 Wikidata | BW                   |
| Wiesen Am Dorfanger 4 (Standort)                       | Wohnstallbau            | Eingeschossig, 1844 | D-4-78-165-299 Wikidata | Wohnstallbau         |